# Dannenberg (Elbe)

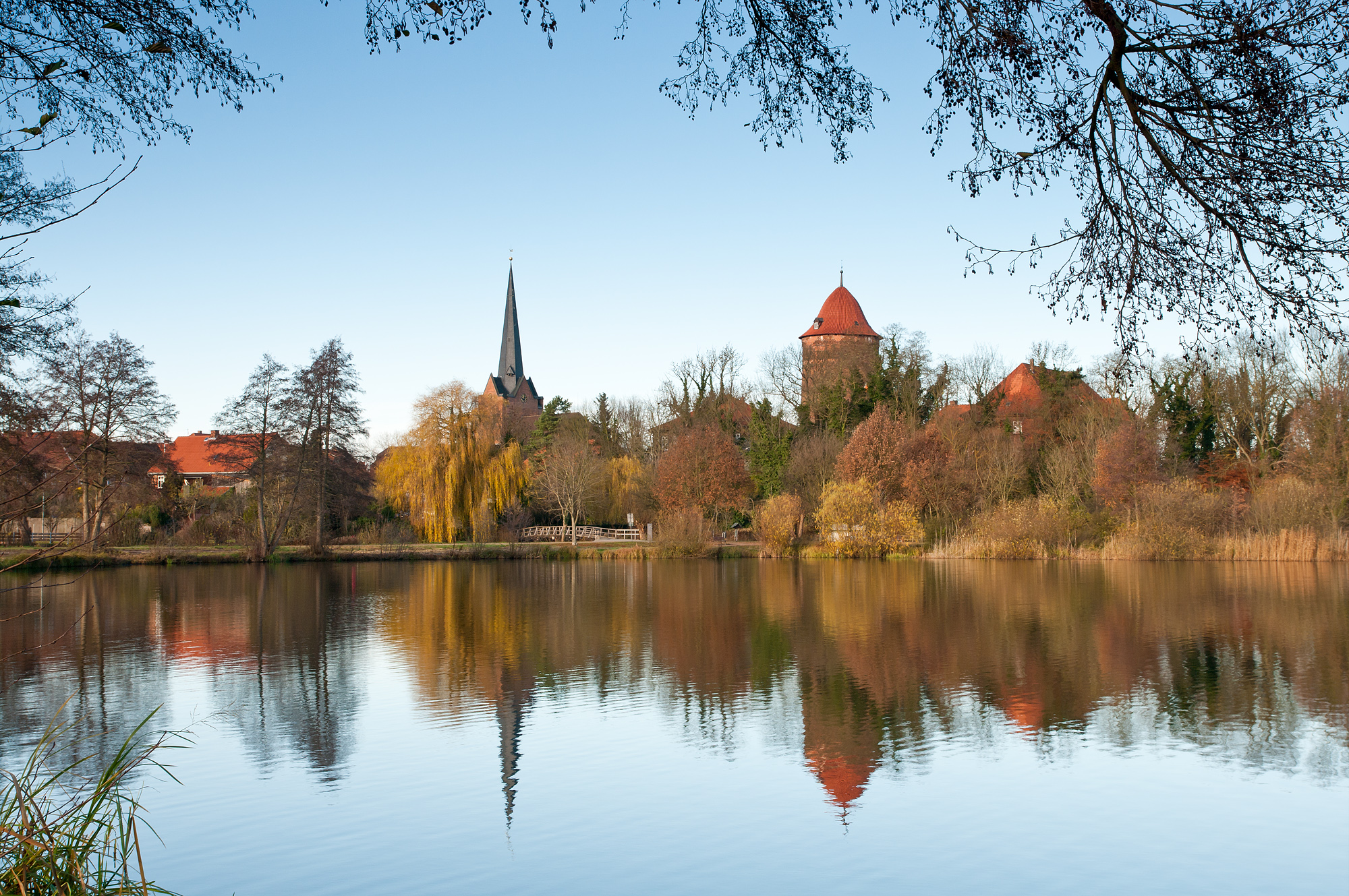
Blick über den Thielenburger See auf die beiden Wahrzeichen der Stadt,
St. Johannis Kirche und den Waldemarturm

Dannenberg (Elbe) (polabisch Wajdars) ist eine Stadt im Landkreis Lüchow-Dannenberg im äußersten Osten Niedersachsens. Die Stadt Dannenberg ist Mitgliedsgemeinde und Sitz der Samtgemeinde Elbtalaue.

## Geographie

### Geographische Lage

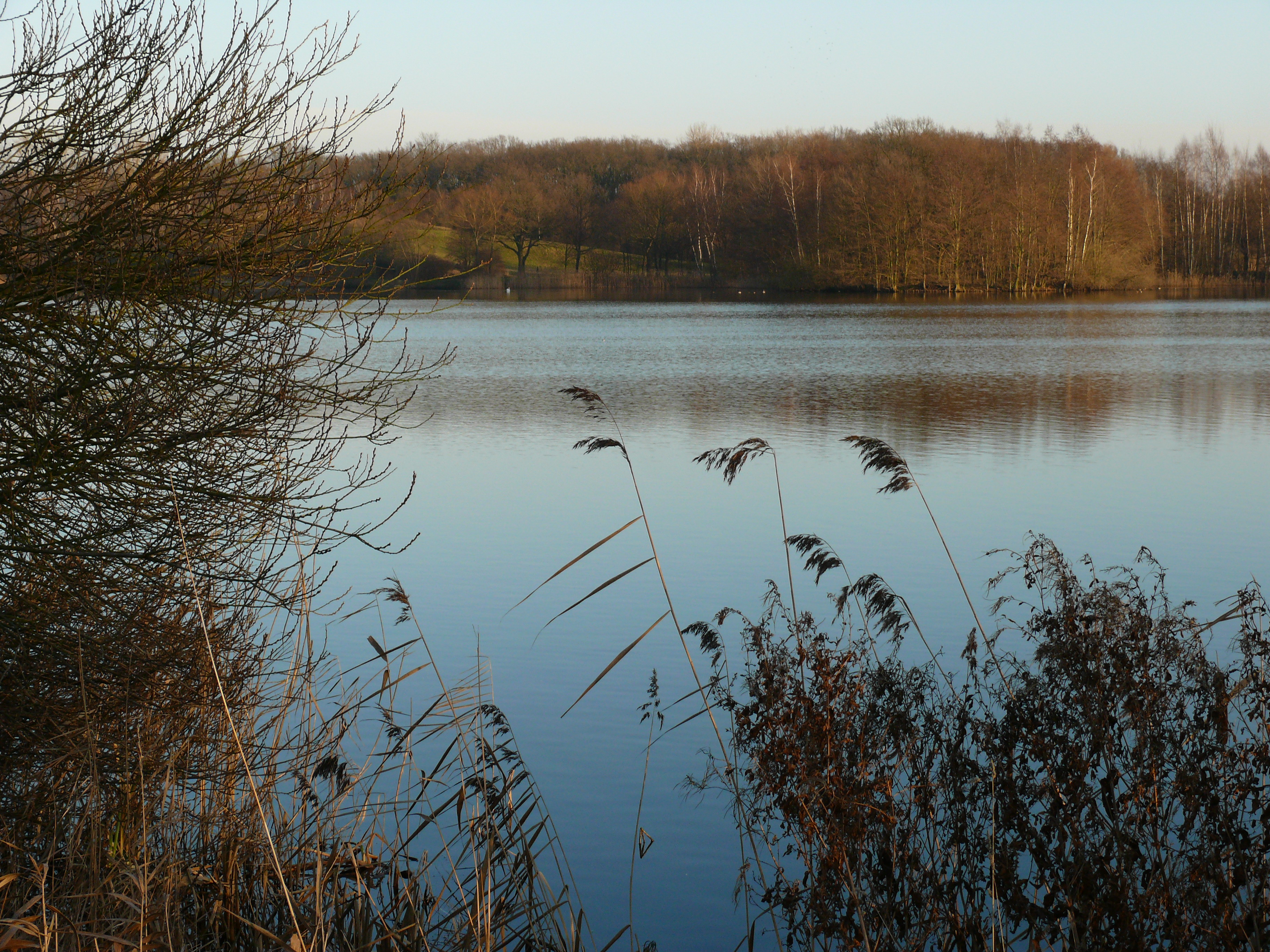
Thielenburger See

Dannenberg liegt an der Jeetzel nahe deren Mündung in die Elbe, im Schnittpunkt der Naturräume Wendland und Altmark, Elbtalniederung und Lüneburger Heide. Um Dannenberg befinden sich das UNESCO-Biosphärenreservat Niedersächsische Elbtalaue und der Naturpark Wendland.Elbe. Obwohl die Stadt bis zur Gebietsreform von 1972 nicht direkt an der Elbe lag, trägt sie den Namenszusatz Elbe zur Unterscheidung von anderen gleichnamigen Orten.
Landschaft
Der Hauptteil des Stadtgebietes liegt am Rand der Dannenberger Marsch, einer größerenteils eingedeichten und landwirtschaftlich genutzten Auenlandschaft der Elbe, die aber noch von zahlreichen Altarmen wie der „Tauben Elbe“, dem „Gümser See“ und dem unter Naturschutz stehenden „Penkefitzer See“ durchzogen ist. Hier sind viele seltene Tier- und Pflanzenarten wie beispielsweise die Rotbauchunke heimisch. Nordöstlich der Kernstadt und z. T. im Weichbild selbst (Ostsiedlung) befinden sich viele Bracks. Der Thielenburger See nahe am Stadtzentrum ist ein über 11 Hektar großer, in den 1980er-Jahren künstlich entstandener See.
In den im Westen gelegenen Ortsteilen (z. B. Riskau, Schmarsau, Neu Tramm) hat die Stadt darüber hinaus Anteil an den östlichen Ausläufern der Geestlandschaft des Drawehns.
Jeetzel

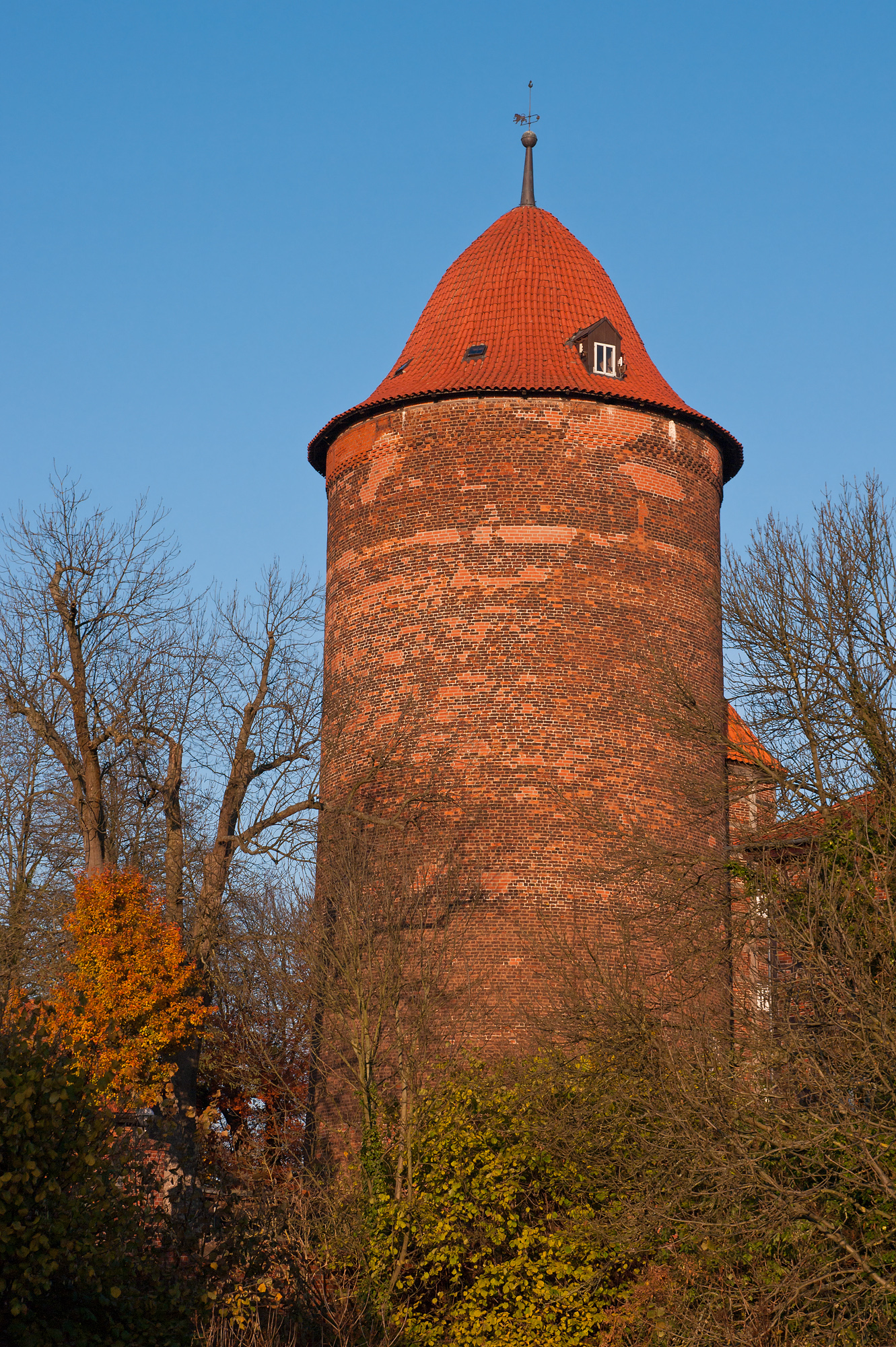
Der Waldemarturm

Die Stadt wird in Süd-Nord-Richtung von der Jeetzel durchflossen. Der Hauptteil der Wassermenge des Flusses fließt heute durch einen im Rahmen der Jeetzelmelioration entstandenen eingedeichten Flussarm (auch „Jeetzelkanal“), der ungefähr zwei Kilometer westlich des Stadtzentrums direkt an der Grenze zum Ortsteil Prisser verläuft. Der durch das Zentrum selbst verlaufende, den Amtsberg östlich umfließende ehemalige Hauptarm des Flusses trägt heute die Bezeichnung Alte Jeetzel. Er wird ungefähr zwei Kilometer nördlich der Innenstadt durch ein Schöpfwerk dem Jeetzelkanal zugeführt. Die beiden ehemaligen künstlichen Flussarme Mühlenjeetzel und Kleine Jeetzel, die ebenfalls das Zentrum durchflossen, wurden in der zweiten Hälfte des 20. Jahrhunderts verrohrt, der diese beiden verbindende Wallgraben zuvor zugeschüttet.

### Zentralörtliche Funktion
Dannenberg wird im Regionalen Raumordnungsprogramm des Landkreises als Grundzentrum definiert, dem als Einzugsbereich das Gebiet der ehemaligen Samtgemeinde Dannenberg zugeordnet wird. Die Stadt verfügt allerdings über Einrichtungen, die über das Angebot eines Grundzentrums hinausgehen, ein wesentlich größeres Gebiet bedienen und somit außerhalb des eigentlichen Einzugsbereiches liegende Orte mit den entsprechenden zentralen Gütern versorgen. Dieser Bereich erstreckt sich teilweise auf die ganze Samtgemeinde Elbtalaue (z. B. Gymnasium), den gesamten Landkreis (z. B. Amtsgericht) oder schließt – beispielsweise mit der Gegend um die mecklenburgische Stadt Dömitz – auch Gebiete außerhalb des Kreises (z. B. Fachärzte, Einzelhandel oder Krankenhaus) mit ein.

### Nachbargemeinden
Die Stadt Dannenberg grenzt an sechs Mitgliedsgemeinden der Samtgemeinde Elbtalaue. Dies sind im Uhrzeigersinn gesehen die Gemeinden Damnatz (Nordost), Gusborn (Ost), Jameln (Süd), Karwitz (West), Göhrde und die Stadt Hitzacker (beide Nordwest). Lediglich zu den drei Mitgliedsgemeinden Langendorf, Neu Darchau und Zernien besteht keine gemeinsame Grenze. Im Bereich des Ortsteils Penkefitz im Norden der Stadt bildet die Elbe auf einer Strecke von etwa 2 km die Grenze zu der Gemeinde Amt Neuhaus des Landkreises Lüneburg.

### Stadtgliederung

#### Ortsteile und Wohnplätze der Stadt Dannenberg
Die Stadt Dannenberg besteht seit der Gemeindegebietsreform von 1972 aus den nachfolgend aufgelisteten 28 Ortsteilen. Zusätzlich existieren fünf Wohnplätze.

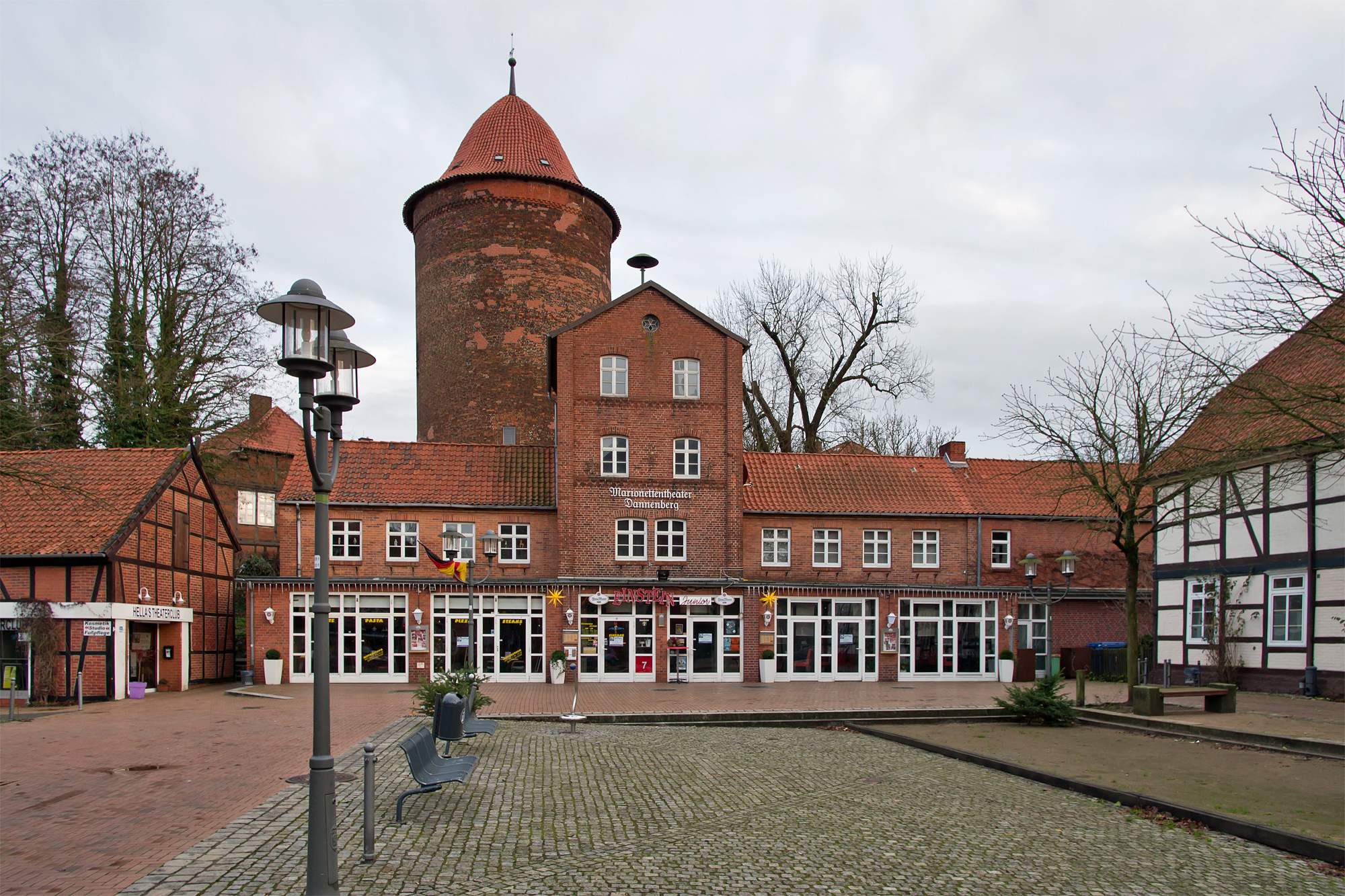
Der Kuhmarkt in Dannenberg mit ehemaligem Feuerwehrhaus

| - Breese in der Marsch - Bückau - Dambeck - Dannenberg - Groß Heide - Gümse - Klein Heide | - Liepehöfen - Lüggau - Nebenstedt - Neu Tramm - Niestedt - Penkefitz - Pisselberg | - Prabstorf - Predöhlsau, bis 16. März 1936 Predöhl - Prisser - Riekau - Riskau - Schaafhausen - Schmarsau | - Seedorf - Seybruch - Soven - Splietau - Streetz - Tramm - Tripkau |

Wohnplätze der Stadt Dannenberg
| - Breese Siedlung | - Neu Lebbien | - Pörmkehof | - Hof Riekau II | - Strachauer Rad |

Die Gemeinde Prisser mit den Ortsteilen Niestedt, Schmarsau und Neu Lebbien wurde bereits 1971 eingemeindet. Vor 1972 gehörten Riekau (mit Hof II), Tramm und Neu Tramm zur Gemeinde Schaafhausen; Dambeck, Gümse, Seedorf und Breese Siedlung zu Breese in der Marsch; Seybruch zu Splietau und das Strachauer Rad zu Penkefitz.
Die Kernstadt Dannenberg ist heute mit einigen Ortsteilen zu einer Ortslage zusammengewachsen. Dies gilt für Nebenstedt, Prisser und die Breeser Siedlung sowie zunehmend für Breese in der Marsch, Lüggau, Niestedt und Schmarsau.

#### Gliederung der Kernstadt
Das Gebiet der Kernstadt gliedert sich in vier Siedlungsbereiche, die allerdings keine politische oder verwaltungstechnische Funktion haben. Dies sind die Innenstadt mit der Vorstadt Lauben, die Ostsiedlung, die Westsiedlung und der Develang. Das durchgehende Siedlungsgebiet der Stadt ist sehr langgestreckt und misst in Südwest-Nordost-Ausdehnung mehr als drei Kilometer – wenn man die zum Weichbild der Stadt zählenden Ortsteile Schmarsau und Prisser im Westen sowie Nebenstedt im Osten hinzuzieht sogar knapp sechs Kilometer – bei einer in der Innenstadt gemessenen schmalsten Breite von weniger als 300 m.
Innenstadt und Vorstadt Lauben

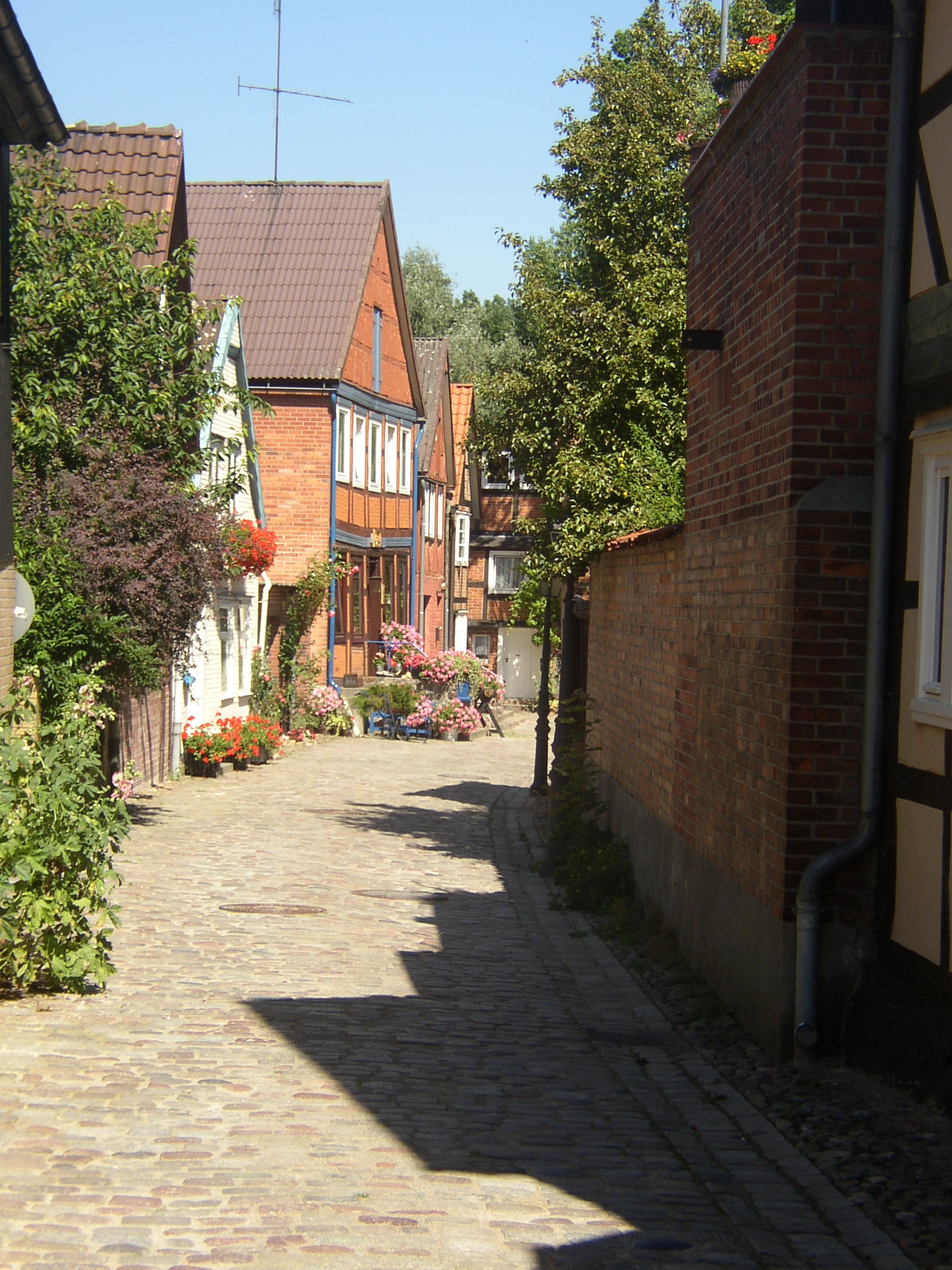
Die Fischerstraße (bis 1748 Judengasse), von der Langen Straße aus gesehen, ist die längste der Seitenstraßen

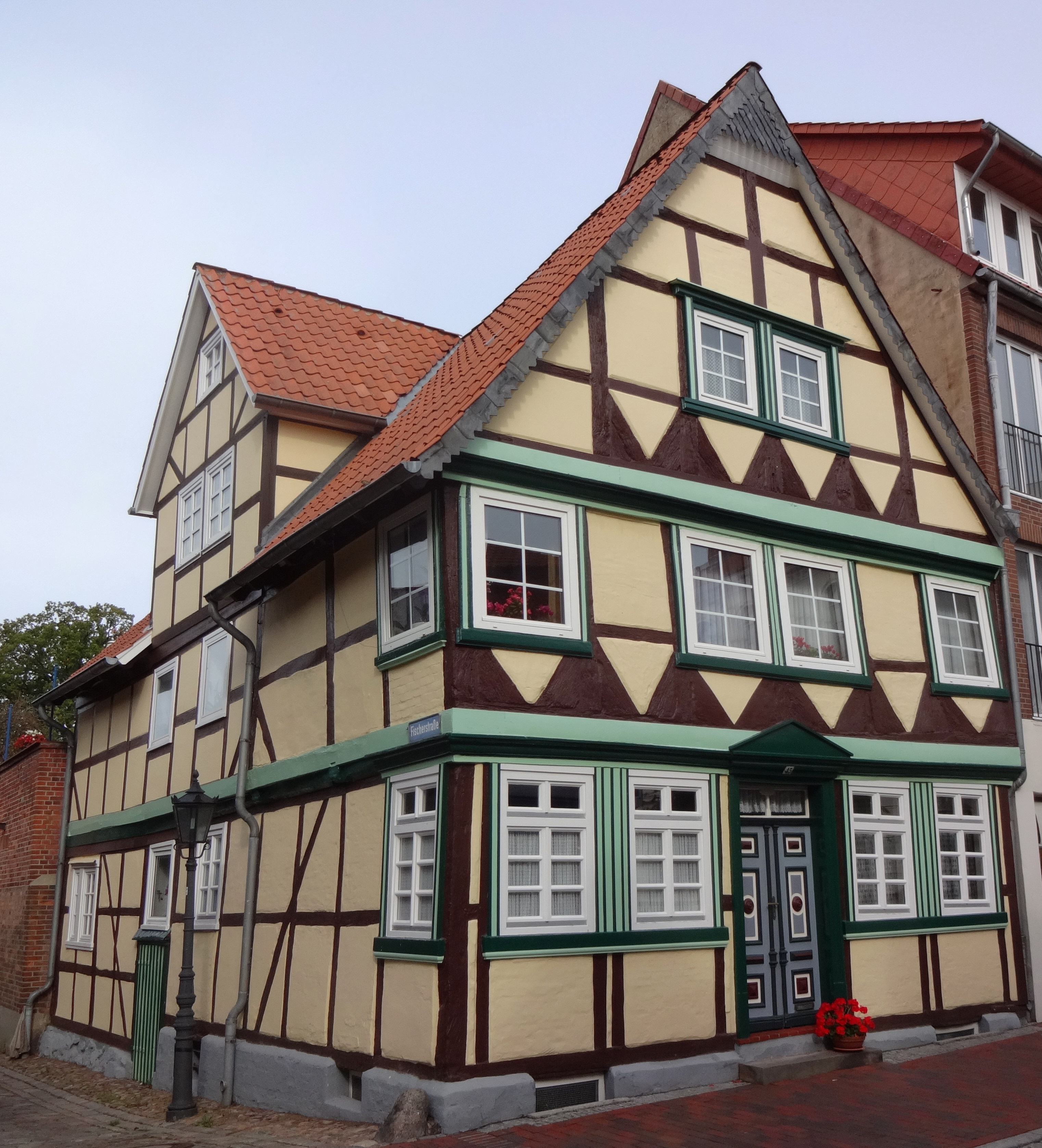
Fachwerkhaus in Dannenberg, Lange Straße 45, Ecke Fischerstraße

Die Innenstadt Dannenbergs besteht im Kern aus einem einzigen Straßenzug, der bis zur Eröffnung der Dannenberger Südumgehung 1980 Teil der B 191 war. Er verläuft von Südwest nach Nordost und umfasst – beginnend am südwestlichen Ende – die Straßen und Plätze Prochaskaplatz, Mühlentor, Lange Straße, Am Markt und Marschtorstraße. Während der Markt zum ältesten Teil der Stadt gehört, sind die anderen Straßen Stadterweiterungen des 14. bis 16. Jahrhunderts. Der Markt und die wenigen ihn umgebenden Straßen liegen im Vergleich zum Rest des Straßenzugs etwas erhöht. Sie waren daher vom häufigen Hochwasser der Jeetzel weniger oder gar nicht betroffen. Dies gilt insbesondere für den Amtsberg. Von dem Straßenzug selbst gehen nur sehr wenige Seitenstraßen ab, die allesamt nur wenige Häuserbreiten lang sind: zwei von der Langen Straße (u. a. die Fischerstraße), eine vom Mühlentor und drei von der Marschtorstraße. Die weiter entfernten Gebiete liegen noch tiefer. Sie waren daher vom Hochwasser regelmäßig betroffen und bis zur Kanalisierung des Flusses unbebaubar. Dies hatte zur Folge, dass bis in die zweite Hälfte des 20. Jahrhunderts die Stadt bei einer Länge von etwa 1500 m, von wenigen Ausnahmen abgesehen, nur eine Breite von etwa 120 m hatte. In der Dannenberger Innenstadt befinden sich Gebäude aus der Zeit vom frühen 17. bis zum 21. Jahrhundert. Nach 1970 wurden südwestlich und nordöstlich jeweils eine Parallelstraße angelegt und die Innenstadt verbreitert. Außerhalb der eigentlichen Innenstadt schließt sich westlich die ehemalige Vorstadt Lauben an, die bei dem Bombenangriff 1945 großteils zerstört wurde.
Ostsiedlung mit Besenberg
Am Ende der Marschtorstraße teilt sich der Straßenzug in die Bahnhofstraße (Richtung Ost; ehemals Teil der B 191) und die Gartower Straße (Richtung Südost; L 256), die beiden heutigen Hauptstraßen der Ostsiedlung. Sie ist eine Stadterweiterung, die in zwei Phasen ab der Eröffnung des Ostbahnhofs 1874 (1500 Meter östlich des Stadtzentrums) entwickelt wurde. Mit der Eröffnung des Bahnhofs und der kurz zuvor 1867 erfolgten Gründung des Kreises wurde eine Stadterweiterung notwendig die z. T. aus Nebenstedter Gebiet erfolgte. Der Teil an der Bahnhofsstraße wurde zu dieser Zeit bebaut und ist von Einfamilienhäusern, ehemaligen Verwaltungsbauten des Kreises und Stadtvillen aus der Gründerzeit geprägt. Der zweite Teil weiter südöstlich wurde erst nach 1950 entwickelt, um der auch durch Heimatvertriebene entstandenen Wohnungsknappheit zu begegnen. Dieser Bereich ist von dreigeschossigen Mietshäusern (teilweise in Eigentum einer Genossenschaft) und Einfamilienhäusern geprägt. An die Ostsiedlung schließt sich, nur durch die B 191 getrennt, der Ortsteil Nebenstedt an. In der Nähe, von der Ostsiedlung durch einen Sommerdeich getrennt, befinden sich das in den 1960ern gebaute Schwimmbad, der Campingplatz und ein erst ab 1990 entwickelter dritter Siedlungsteil.
Von der Innenstadt aus gesehen kurz vor der Ostsiedlung befindet sich eine kleine um 1936 als Volkswohnungen errichtete Einfamilienhaussiedlung „Am Besenberg“. Da dieser Bereich höher liegt, war hier die Bebauung schon vor der Jeetzelkanalisation möglich.
Westsiedlung
Auch die Westsiedlung beginnt von der Innenstadt aus betrachtet mit einer Straßengabelung. Sie wird vom Prochaskaplatz ausgehend durch die Lüneburger (B 216) und die Lüchower Straße (ehemals B 191) begrenzt. Während die Lüneburger und der Beginn der Lüchower Straße von ein- bis zweigeschossiger Bebauung aus der Zeit um 1900 geprägt ist (teilweise mit kleinen ehemaligen landwirtschaftlichen Nebenerwerbsbetrieben durchmischt), ist die eigentliche Siedlung fast komplett in der Zeit zwischen 1950 und 1975 entstanden. In ihr sind zwei Haustypen vorherrschend: zweigeschossige Einfamilienhäuser mit Satteldach und drei- bis fünfgeschossiger Mietwohnungsbau in Zeilenbauweise (ebenfalls teilweise in Genossenschaftseigentum). Letztere befinden sich insbesondere an der in der Mitte des Gebietes verlaufenden Kochstraße, die direkt auf den ehemaligen Bahnhof Dannenberg West zuführt. Ab der Einmündung der Kochstraße ist die Lüchower Straße wieder Teil der B 191. Am Nordrand der Siedlung steht die größte Grundschule der Samtgemeinde. Die Siedlung wird begrenzt von der Bahnlinie nach Uelzen und der kanalisierten Jeetzel, hinter der die Bebauung des Ortsteils Prisser beginnt.
Develang
Der Develang ist nach dem Namen des ehemaligen städtischen Bürgerfelds benannt. Er wird durch die Lüchower Straße von der Westsiedlung getrennt und ist eine Neubausiedlung, die im Wesentlichen zwischen 1970 und 1990 bebaut wurde. Auch sie ist von Einfamilien- und Mehrfamilienhäusern in Zeilenbauweise geprägt, allerdings in wesentlich modernerer Ausführung. Der Develang ist die bevölkerungsreichste Siedlung der Stadt. Sie ist, da sie etwas tiefer liegt als die anderen Siedlungen, besonders stark vom Hochwasser der Jeetzel betroffen. Am Nordrand befinden sich Einrichtungen der Freiwilligen Feuerwehr, des DRK, mehrere Einkaufsstätten und Gewerbebetriebe. Abgesehen davon dienen der Develang wie auch die Westsiedlung von wenigen Ausnahmen abgesehen fast ausschließlich dem Wohnen.

## Geschichte

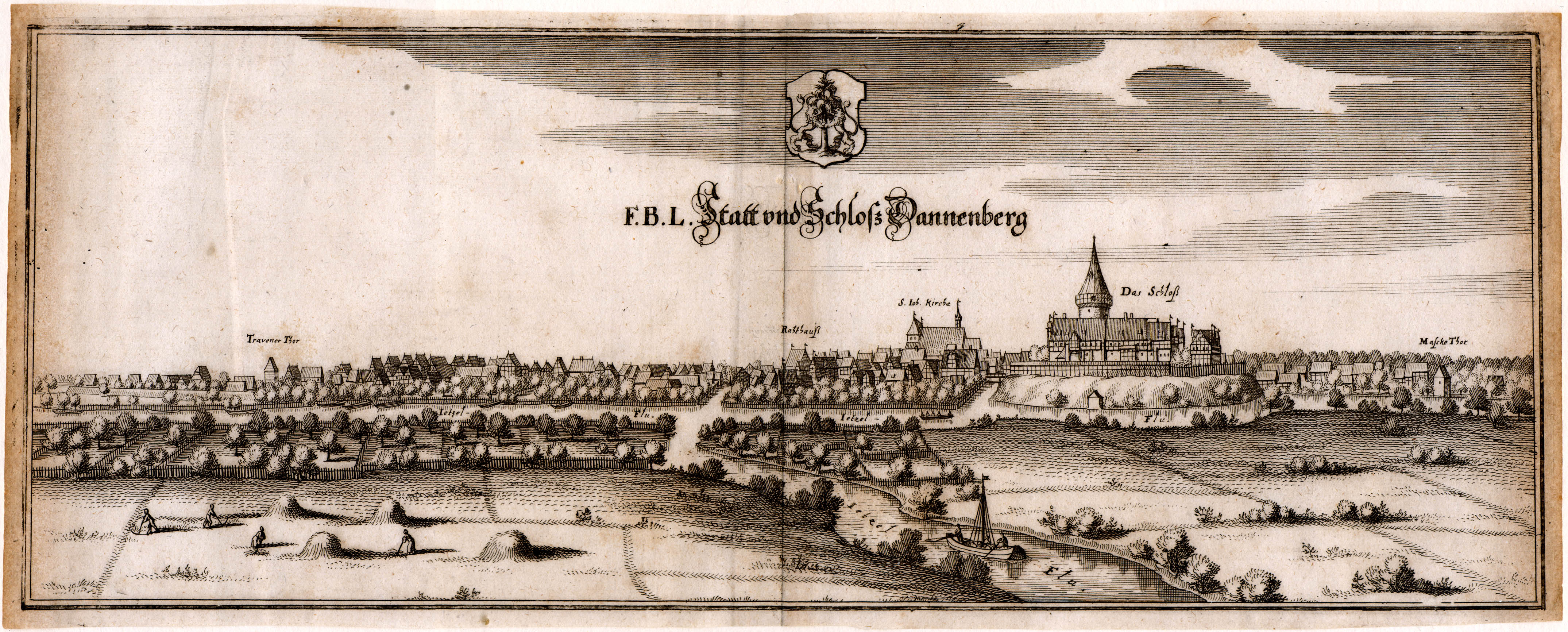
Stadtansicht von Matthäus Merian aus der Zeit Dannenbergs als Sitz des Fürstentums, 1645; die ehemalige Burg ist mittlerweile zum Schloss Dannenberg umfunktioniert

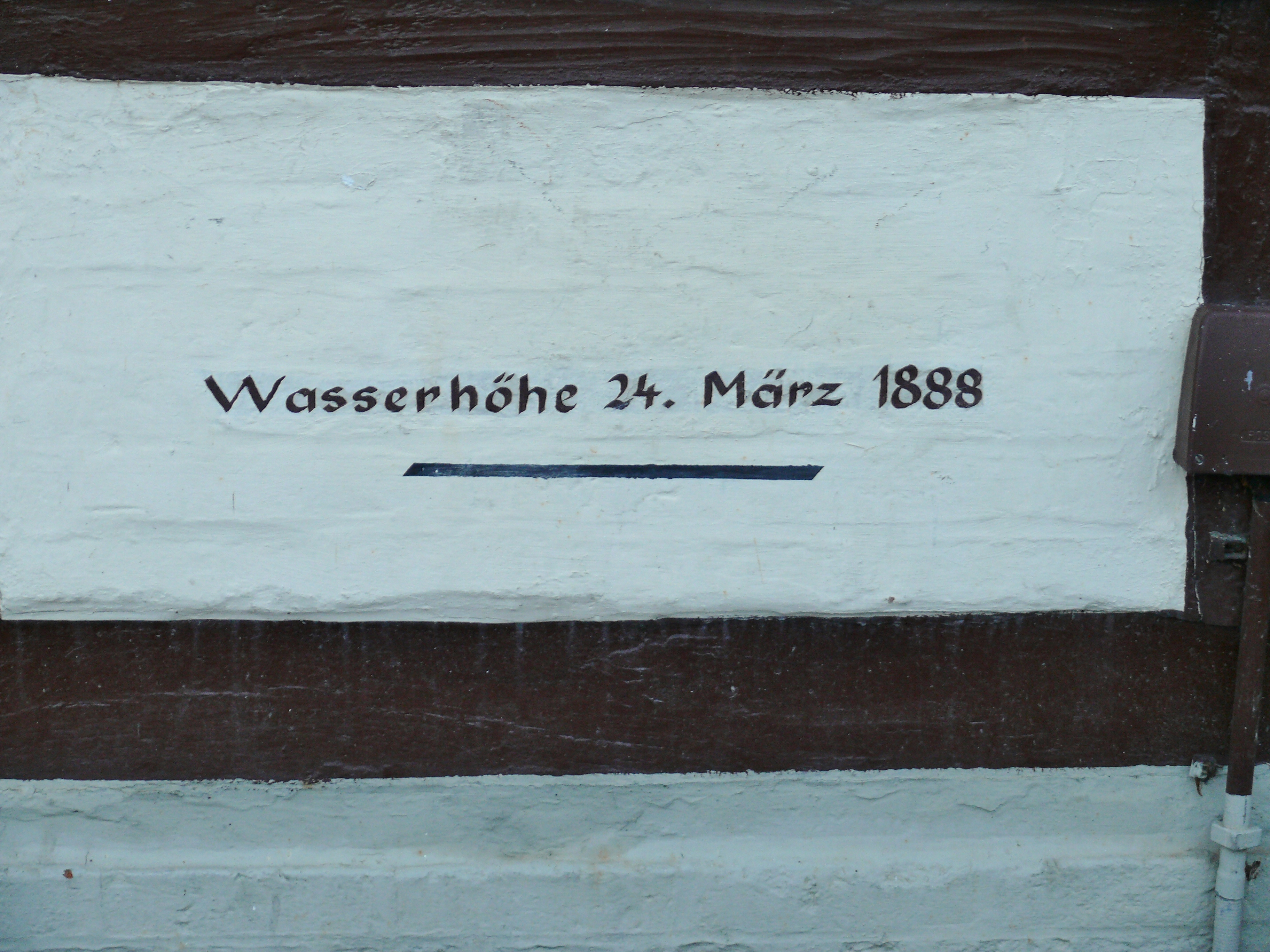
Hochwassermarke vom 24. März 1888

Durch Ausgrabungen am Markt und am Schlossgraben konnte eine seit dem 9. Jahrhundert n. Chr. kontinuierliche Besiedlung Alt-Dannenbergs durch slawische (wendische) Bewohner nachgewiesen werden.
Die polabischen Namen für Dannenberg waren Weidars und Woikam.
Die eigentliche Geschichte der Stadt beginnt mit der Errichtung der Burg Dannenberg (erstmals erwähnt 1153) als Vorläuferanlage von Schloss Dannenberg unter der Regierung von Volrad I. von Dannenberg (1153–1169). Er hatte durch Herzog Heinrich dem Löwen den Auftrag zur Ansiedelung erhalten. Die Burg ist auf einer Sandinsel an der Jeetzel errichtet worden, die durch Erdaufschüttung künstlich erhöht wurde. Am 18. Oktober 1157 wurde in einer Magdeburger Urkunde Dannenberg erstmals namentlich erwähnt.
Ins Blickfeld der internationalen Politik geriet Dannenberg durch die Inhaftierung des dänischen Königs Waldemar II. in der Burg Dannenberg von 1223 bis 1224. Der Haftort wurde ausgewählt, da er linkselbisch liegt, einen möglichen dänischen Zugriff also erschwerte. Der Bergfried der Burg als Ort seiner Haft trägt heute den Namen Waldemarturm. In die Mitte des 13. Jahrhunderts fiel auch der Beginn der Bauarbeiten an der Kirche St. Johannis. Erstmals als Stadt wurde Dannenberg (wie auch die Nachbarstadt Lüchow) im Jahre 1293 erwähnt, wobei die Verleihung der Stadtrechte wahrscheinlich früher erfolgte. Im Jahr 1303 endete die Linie der Dannenberger Grafen und Dannenberg wurde in den Lüneburger Erbfolgekrieg hineingezogen.
Vor dem Marschtor ist ein mittelalterliches Leprosorium nachweisbar, das „St.-Jürgen-Hospital“ genannt wurde. Wann das Hospital gegründet wurde, ist unklar. Nach dem Abklingen der Lepra wurde das Leprosorium zum Armenhaus, das Gebäude wurde 1885 abgebrochen.
1528 hielt die Reformation Einzug in Dannenberg. Der Prädikant Matthias Milow hielt den ersten evangelischen Gottesdienst. Der letzte katholische Propst in Dannenberg war Johann Paytner. Der zum lutherischen Bekenntnis konvertierte Vizepropst Matthäus Dorheide heiratete 1530 und wurde 1544 Bürgermeister.
Im Jahr 1569 wurde in Dannenberg die Herrschaft Dannenberg als selbstständiges Fürstentum eingerichtet, an der Stelle einer früheren Burg das Schloss Dannenberg als Residenz errichtet und die Stadt von einer welfischen Nebenlinie regiert. Das Territorium umfasste in etwa den heutigen Landkreis Lüchow-Dannenberg (ohne den Raum Gartow) und zusätzlich Gebiete der heutigen Landkreise Lüneburg (Kloster Scharnebeck) und Uelzen. 1671 fiel das Fürstentum wieder an die Hauptlinie Braunschweig-Lüneburg zurück.

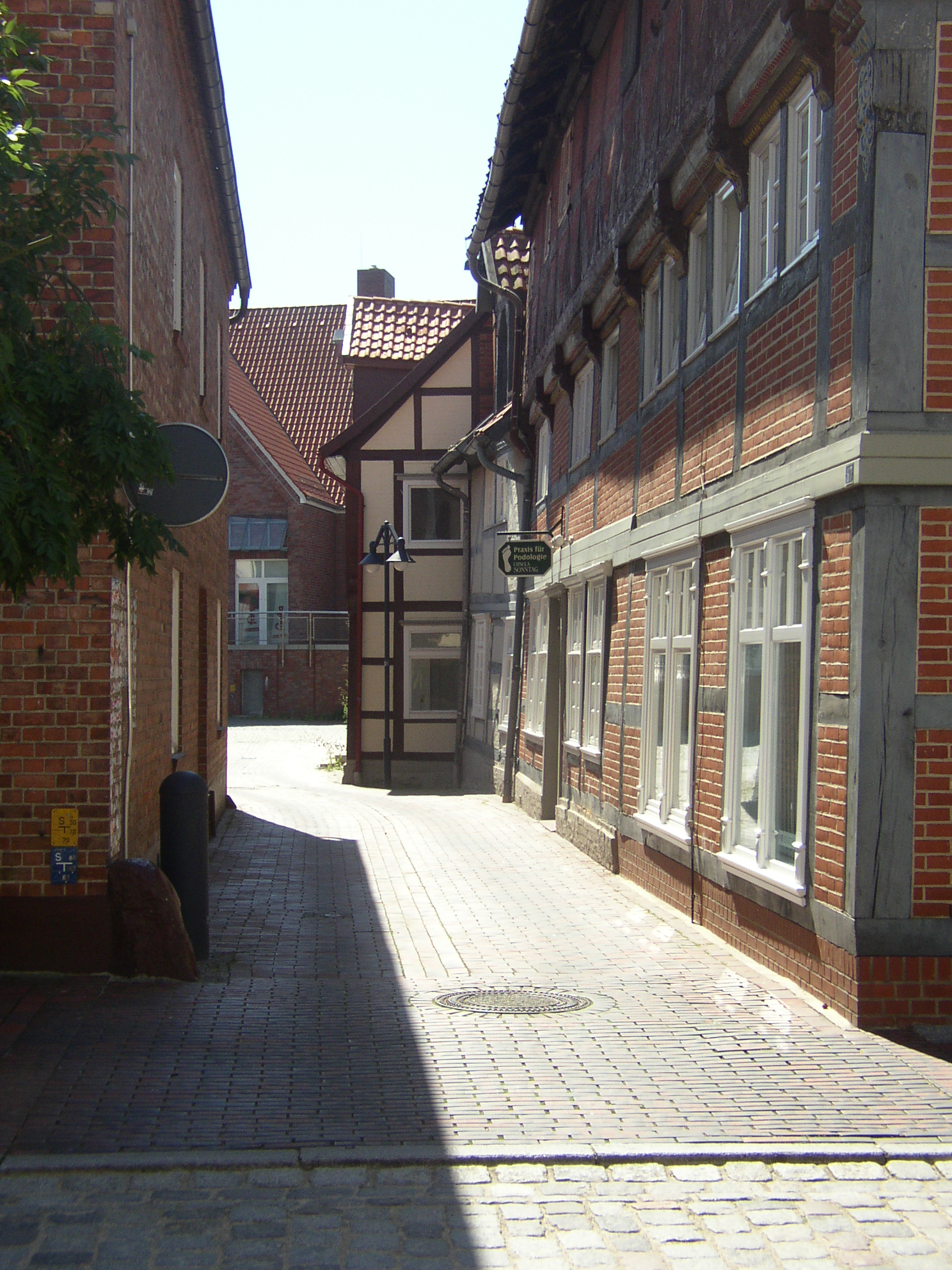
Blick nach Süden zum Adolfsplatz (benannt nach Graf Adolf von Dannenberg.); die Gasse hieß ehemals Karnypp o. ä.; rechts vorn ein Haus aus der Zeit nach 1608; dahinter (weiß) zwei aus dem frühen 19. Jahrhundert, im Hintergrund Bebauung um 2000, links ein Haus aus dem frühen 20. Jahrhundert

Im Jahr 1608 wurde Dannenberg wie auch bereits zuvor 1483 Opfer eines Großbrandes. Dieser vernichtete mit 130 Wohnhäusern fast die gesamte damalige Bebauung. Daher sind in der Stadt, vom Waldemarturm und der Kirche abgesehen, keine Gebäude aus der Zeit davor vorhanden.
Am 5. Oktober 1813 starb Eleonore Prochaska nach der Göhrdeschlacht (15. September 1813) in Dannenberg. Eine Gedenktafel an ihrem Sterbehaus in der Langen Straße erinnert an sie. Sie wurde auf dem St. Annen-Friedhof beigesetzt.

Rundschreiben des Gewerbevereins für das Königreich Hannover von 1846 an den Local=Gewerbe=Verein Dannenberg

In der Mitte des 19. Jahrhunderts wurden verschiedene Institutionen in Dannenberg gegründet oder dorthin verlegt. Dies waren zunächst der Local-Gewerbe-Verein Dannenberg, dann 1851 ein Obergericht (das sechs Amtsgerichte unter sich hatte und bereits 1859 wieder geschlossen wurde), 1852 die Jeetzel-Zeitung (ein Vorläufer der heutigen Elbe-Jeetzel-Zeitung) und 1867 der Kreis Dannenberg. Er umfasste die ehemaligen Ämter Dannenberg, Gartow, Lüchow und Neuhaus und damit ein ähnliches Territorium wie das Fürstentum 200 Jahre vorher. Der Großkreis wurde 1885 in die Landkreise Dannenberg und Lüchow geteilt.
Eintrag aus Meyers Konversationslexikon von 1888:
Dannenberg (Danneberg), Kreisstadt im preuß. Regierungsbezirk Lüneburg, an der schiffbaren Jeetzel, 2 km vom Bahnhof D. an der Wittenberge-Buchholzer Eisenbahn Zweigbahn Wittenberge-Buchholz der Berlin-Hamburger Bahn, ist altertümlich gebaut, hat ein Amtsgericht, eine Kirche, ein altes Schloß, ein Johanniterhospital für die Provinz Hannover und (1880) 1960 evang. Einwohner, welche Spinnerei, Bierbrauerei und Handel mit Vieh, Leinen und Hopfen treiben.
Dannenberg wurde ab 1872 an das Eisenbahnnetz angebunden. Die Einrichtung der Eisenbahnanbindung nach Wittenberge über die Dömitzer Elbbrücke und nach Lüneburg erfolgte 1872 und 1874, nach Lüchow und Salzwedel 1911 und nach Uelzen 1924.
Am 12. Mai 1889 ereignete sich eine größere Feuersbrunst in Tripkau, der neun Gebäude zum Opfer fielen. Mutmaßlich sei das Schadenfeuer durch Kinder verursacht worden.
1932 wurden die beiden Kreise Dannenberg und Lüchow wieder zu einem Kreis mit Sitz in Dannenberg zusammengefasst. 1936 wurde die nur neun Jahre später wieder zerstörte Elbbrücke bei Dömitz eingeweiht.
Während des Zweiten Weltkrieges wurden in Neu Tramm Marschflugkörper produziert. Am 22. Februar 1945 wurde Dannenberg durch einen Angriff amerikanischer Bomber zum Ende des Zweiten Weltkrieges schwer getroffen. Dabei wurden mindestens 85 Menschen getötet und 95 verletzt. 34 Häuser an drei Stellen des Stadtgebietes wurden zerstört. Dies waren der größte Teil der Marktnordseite, der Adolfplatz und die Vorstadt Lauben. Der Bombenangriff galt vermutlich der nahegelegenen Eisenbahnbrücke über die Jeetzel.
In der Nähe der heute zur Stadt gehörenden Dörfer Groß Heide und Seybruch gab es Kampfhandlungen zwischen deutschen und US-amerikanischen Bodentruppen. Am 23. April 1945 wurde die Stadt den amerikanischen Truppen kampflos übergeben. Ab 27. Mai gehört Dannenberg zur Britischen Besatzungszone. Mit der Zerstörung der Dömitzer Elbbrücken im April 1945 und der anschließenden Schließung der Grenze verlor Dannenberg sein rechtselbisch gelegenes Hinterland. Die Stadt gehörte von 1945 bis 1989 zum Zollgrenzbezirk.

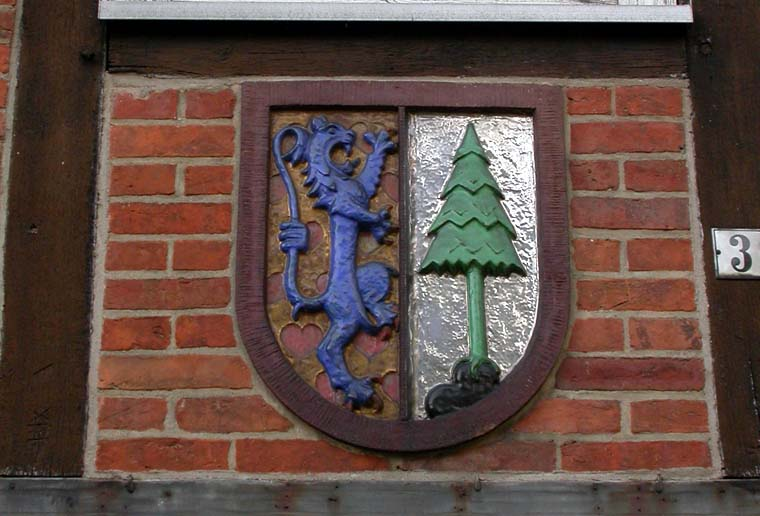
Wappen des ehemaligen Kreises Dannenberg an einem Nebengebäude des Amtsgerichts

1951 erfolgte die Verlegung des Kreissitzes nach Lüchow, in dessen Folge weitere ehemals in Dannenberg ansässige Behörden ebenfalls nach Lüchow verlegt wurden. Durch den Verlust der Verwaltung und durch die Grenzschließung zuvor war die Stadt stark betroffen. In Dannenberg selbst verblieben danach mit kreisweiter Bedeutung das Amtsgericht, das 1961 als Neubau errichtete Kreiskrankenhaus (heute privatisiert), die Kreissparkasse und die Kreishandwerkerschaft. Die beiden Letzteren wurden nach 2000 mit den entsprechenden Uelzener Institutionen dort zusammengelegt.
In den 1950er-Jahren wurde die Jeetzel kanalisiert. Die Hochwassergefahr, der Dannenberg bis dahin ausgesetzt war, wurde so weitestgehend gebannt und der Stadt Flächen zur Entwicklung gegeben. Zuvor war die Stadt regelmäßig, teilweise mehrmals jährlich überschwemmt worden. Sehr starke Hochwasser hatte es zuvor beispielsweise in den Jahren 1881, 1888 und 1895 gegeben.
Am 1. Juli 1972 wurde mit sechs weiteren Gemeinden die Samtgemeinde Dannenberg gebildet, die in dieser Form bis zur Fusion mit der Samtgemeinde Hitzacker im Jahr 2006 Bestand hatte.
Nach der Grenzöffnung 1989 wurde zunächst durch Fähren und ab 1992 durch die neue Dömitzer Straßenbrücke die Verbindung über die Elbe wiederhergestellt.

### Eingemeindungen
Am 1. Februar 1971 wurde die Gemeinde Prisser eingegliedert. Am 1. Juli 1972 kamen Breese in der Marsch, Bückau, Groß Heide, Klein Heide, Liepehöfen, Lüggau, Nebenstedt, Penkefitz, Pisselberg, Prabstorf, Predöhlsau, Riskau, Schaafhausen, Soven, Splietau, Streetz und Tripkau hinzu.

## Religionen

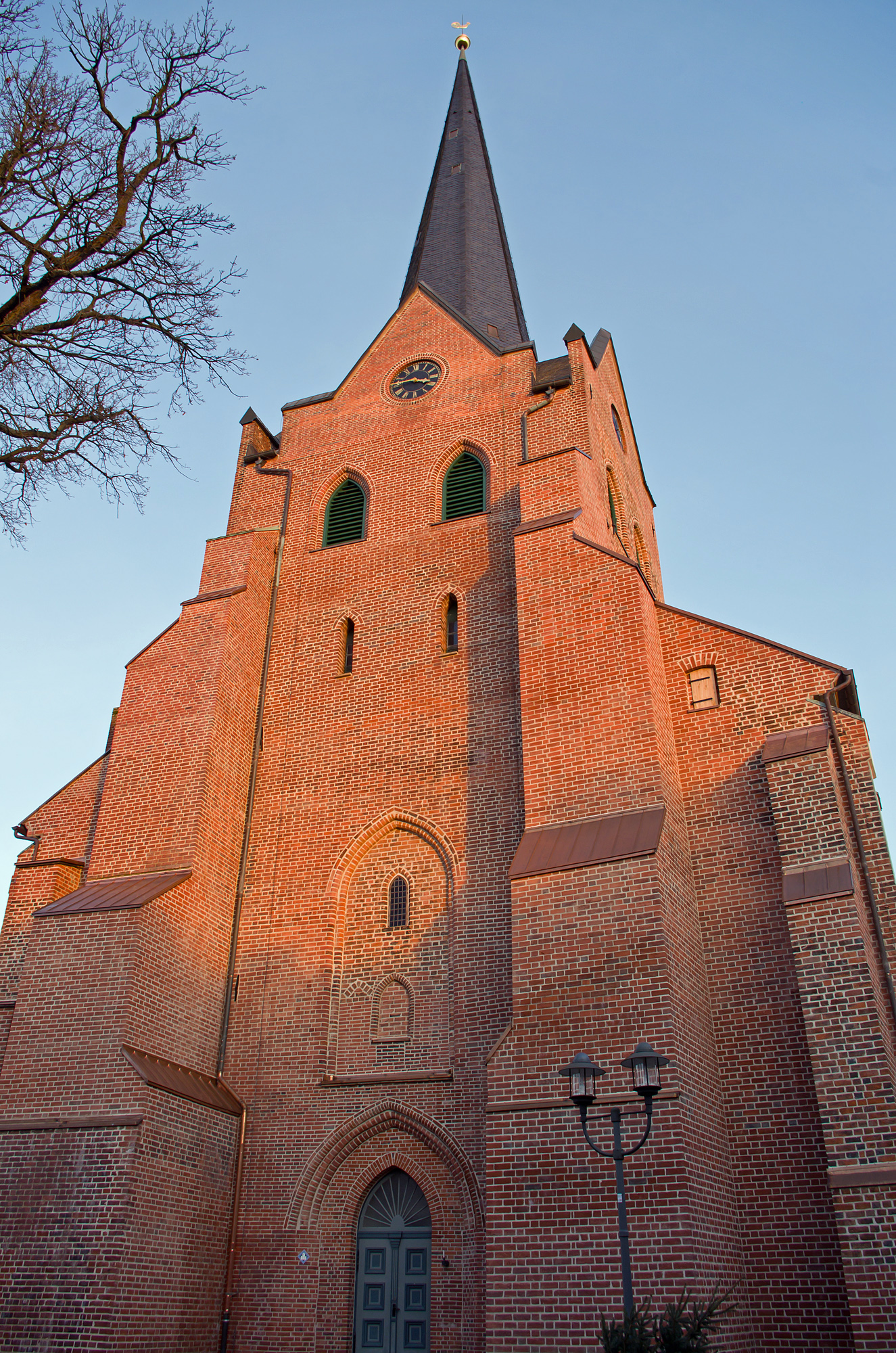
Evangelische Kirche St. Johannis

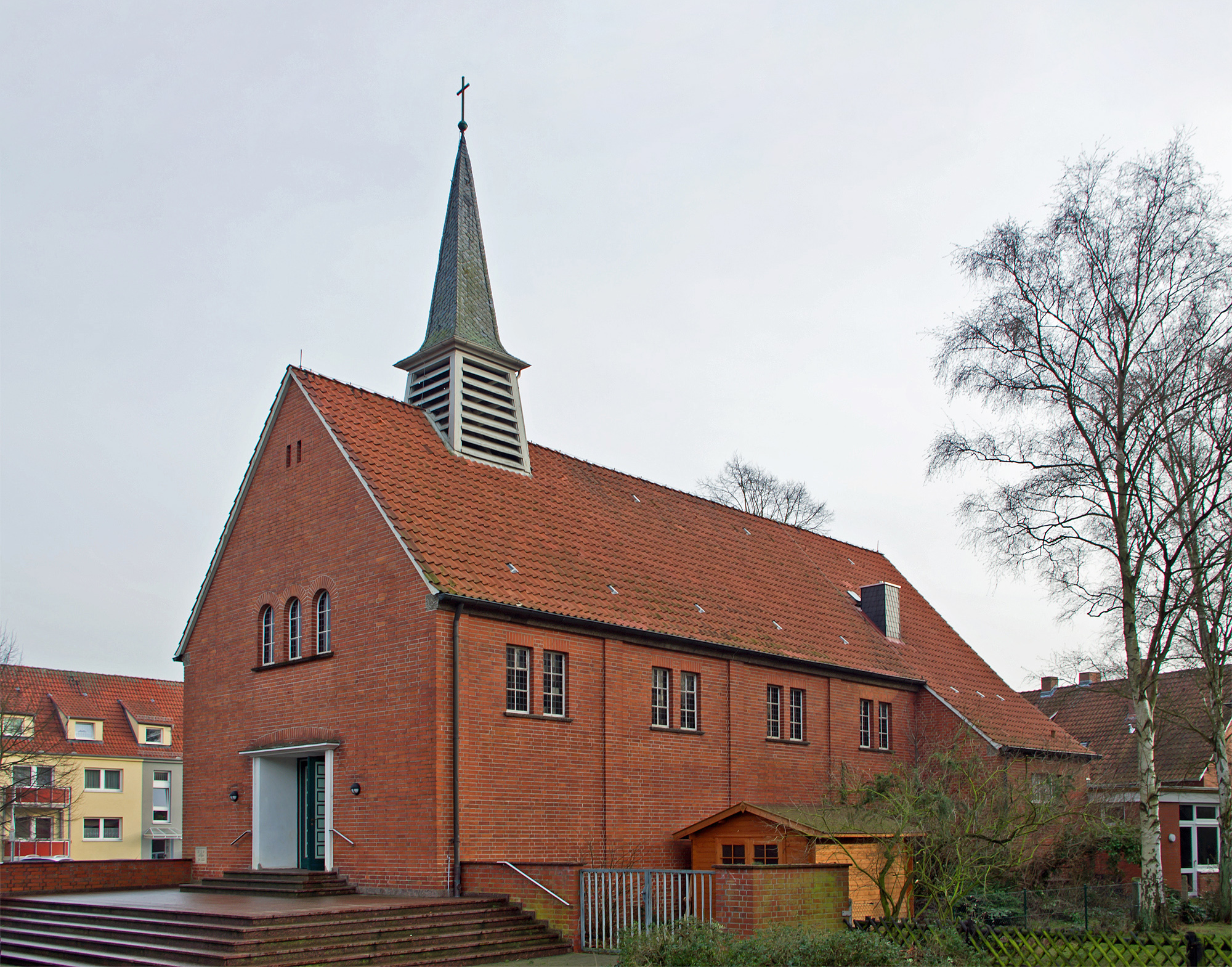
Katholische Kirche St. Peter und Paul

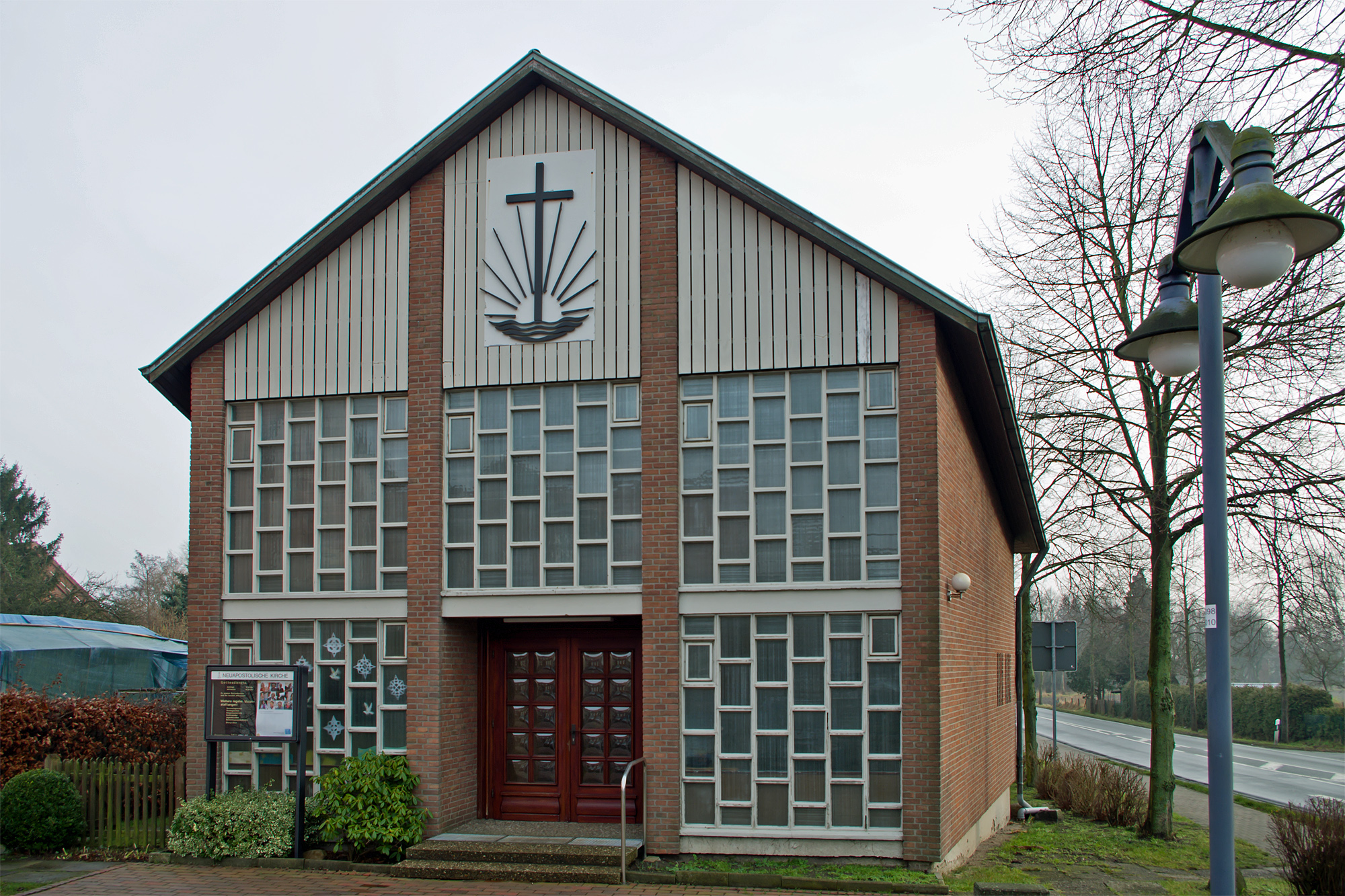
Neuapostolische Kirche

### Evangelische Kirche
Nach der Reformation wurde Dannenberg 1528 protestantisch. Heute gehört die Mehrzahl der Bevölkerung der Stadt der Evangelisch-Lutherischen Kirche an. Die Kirchengemeinde Dannenberg umfasst ungefähr ein Gebiet, das der heutigen Stadtausdehnung entspricht. Die Kirchengemeinde gehört zum Kirchenkreis Lüchow-Dannenberg des Sprengels Lüneburg der Landeskirche Hannover. Bis zur Zusammenlegung mit dem Kirchenkreis Lüchow im Jahre 2006 war Dannenberg Sitz eines eigenen, gleichnamigen Kirchenkreises. Die Verwaltung des neuen zusammengelegten Kirchenkreises ist in Dannenberg. In der Stadt befinden sich diverse Beratungsstellen des Diakonischen Werkes, das auch Träger der Mobilitätszentrale Wendland ist. Die Kirche betreibt das im östlichen Teil des Stadtzentrums gelegene Altersheim St. Georg und in der Ostsiedlung, am Königsberger Platz neben der katholischen Kirche, einen Kindergarten.
Die St.-Johannis-Kirche selbst steht direkt im Stadtzentrum. Sie ist ein Bau in norddeutscher Backsteingotik aus dem späten 14. Jahrhundert (nach anderen Angaben aus der Mitte des 13. Jahrhunderts). Die Kirche wurde an einem Ort errichtet, an dem wahrscheinlich seit dem 12. Jahrhundert eine Kirche stand.

### Katholische Kirche
Ungefähr drei Prozent der Einwohner Dannenbergs sind katholischen Glaubens. Sie sind zumeist Heimatvertriebene und Flüchtlinge aus der Zeit nach dem Zweiten Weltkrieg und deren Nachfahren. In Dannenberg befindet sich die Filialkirche St. Peter und Paul der katholischen Pfarrgemeinde St. Agnes Lüchow, die zum Dekanat Lüneburg des Bistums Hildesheim gehört. Die Filialkirche, die in etwa das Gebiet der Samtgemeinde betreut, hatte bis zum Herbst 2006 als selbstständige Pfarrgemeinde bestanden. Am 1. November 2006 wurden sie und die Pfarrgemeinde St. Johannis Maria Vianney in Clenze (beides ehemalige Ableger der Lüchower Gemeinde) mit der Gemeinde St. Agnes  in Lüchow zusammengefasst. Gleichzeitig wurde die 1964 erbaute Dannenberger Filialkirche St. Maria Königin in Hitzacker aufgelöst.
Die Kirche St. Peter und Paul steht am Königsberger Platz in der Ostsiedlung. Sie ist ein 1954 errichteter roter Ziegelbau, konzipiert von Josef Fehlig.

### Neuapostolische Kirche
In Dannenberg gibt es bereits seit 1928 eine neuapostolische Gemeinde. Sie gehört zum Kirchenbezirk Lüneburg. Nach der Wende wurde sie für 16 Jahre in den Bezirk Ludwigslust, später mit weiteren Gemeinden in den Bezirk Elbe-Prignitz der Neuapostolischen Kirche in Norddeutschland eingegliedert. Im Jahr 2013 erfolgte die Rückgliederung in den Kirchenbezirk Lüneburg. Das Gebiet der Kirchengemeinde erstreckt sich ungefähr auf die Gebiete der ehemaligen Samtgemeinde Dannenberg, der Samtgemeinde Hitzacker, nach dem Zusammenschluss der Samtgemeinden, Samtgemeinde Elbtalaue, der Samtgemeinde Gartow sowie angrenzende mecklenburgische Gebiete mit der Stadt Dömitz. Die Kirchengemeinde wurde am 2. September 1928 im heutigen Ortsteil Nebenstedt gegründet und ist die älteste des Landkreises. Sie versorgte zunächst den ehemaligen Landkreis Dannenberg, große Teile des ehemaligen Landkreises Lüchow sowie den Raum Dömitz, der nach 1945 an Ludwigslust angegliedert wurde. In den 1940er Jahren wurden Lüchow, Hitzacker und später auch Gartow selbstständige Gemeinden. Gartow wurde, wie auch die Kirchengemeinde Dömitz in den 1990ern, aufgelöst, ebenso die Gemeinde Hitzacker im Jahr 2011, die wieder der Dannenberger Gemeinde angegliedert wurde.
Das Kirchengebäude ist ein Neubau aus den frühen 1960er Jahren und wurde im Jahr 2015 saniert, renoviert und umgebaut. Seit August 2016 finden die Gottesdienste dort wieder statt. Die Kirche befindet sich am Prochaskaplatz am westlichen Rand der Innenstadt in der ehemaligen Vorstadt Lauben.

### Jüdische Gemeinde

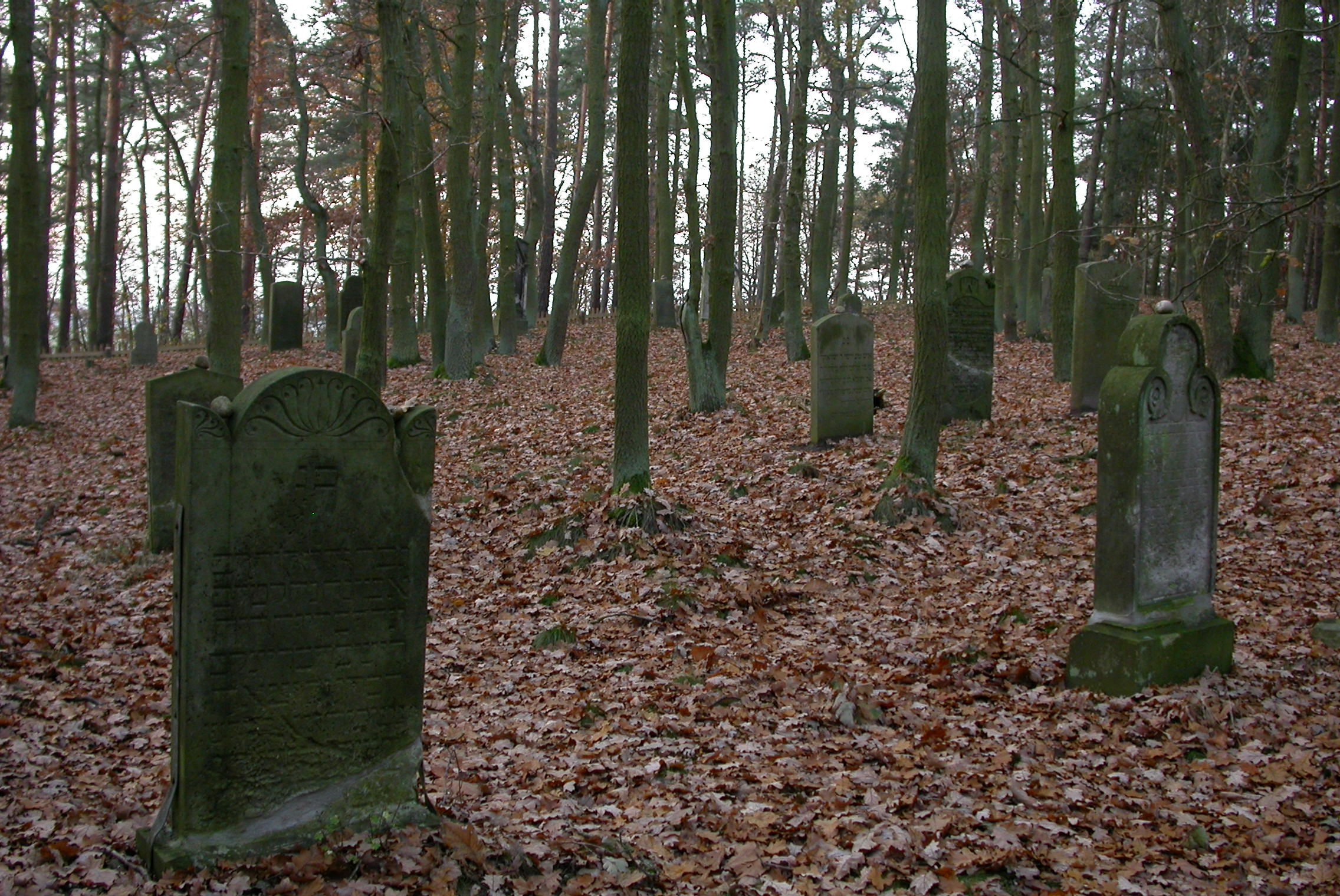
Jüdischer Friedhof nahe Prisser

Dannenberg hatte die größte jüdische Gemeinde des Wendlandes. Die erste verbürgte Ansiedlung eines Juden in Dannenberg geschah 1684. Ende des 18. Jahrhunderts gehörten der Gemeinde fünf Schutzjudenfamilien mit ca. 30 Personen an. Der älteste erhaltene Grabstein des jüdischen Friedhofes trägt die Jahreszahl 1776.
Die Synagogengemeinschaft, die 1844 gegründet wurde, nahm auch Juden aus der Umgebung auf, u. a. aus Hitzacker, als der dortige jüdische Friedhof geschlossen wurde. Schon 1891 wurde die Synagoge wieder aufgelöst, und die Dannenberger Juden schlossen sich der Lüneburger Gemeinde an.
Die Synagoge stand auf einem gemeindeeigenen Grundstück am Schlossgraben. Der größte Teil des Grundstücks wurde 1896 verkauft, 1911 auch die Synagoge, die später abgerissen wurde.
Bei der Machtergreifung der Nationalsozialisten 1933 lebten nur noch elf Juden in Dannenberg, davon gehörten fünf zur Familie Wolff, die 1938 nach Montevideo emigrierte.
Der prominenteste Dannenberger Jude war der Historiker Harry Bresslau. Die in Dannenberg geborene Jüdin Thekla Bernau wurde 1942 aus Hamburg nach Riga deportiert und getötet. Sie hat die letzten Tage vor der Deportation in ihrem Tagebuch dokumentiert.
Nördlich von Prisser (nahe der B 248a) befindet sich in einem Wäldchen der Jüdische Friedhof. Er ist über die Jahrzehnte verfallen und wurde z. T. Opfer von Vandalismus: Grabsteine wurden umgeworfen bzw. zerstört. Vor einigen Jahren wurden die Grabsteine wieder aufgerichtet und das Gelände eingezäunt. Der Friedhof ist frei zugänglich, aber nicht ausgeschildert und daher nicht leicht zu finden.

## Politik
Die Stadt Dannenberg gehört zum Landtagswahlkreis 48 Elbe und zum Bundestagswahlkreis 38 Lüchow-Dannenberg – Lüneburg.

### Rat

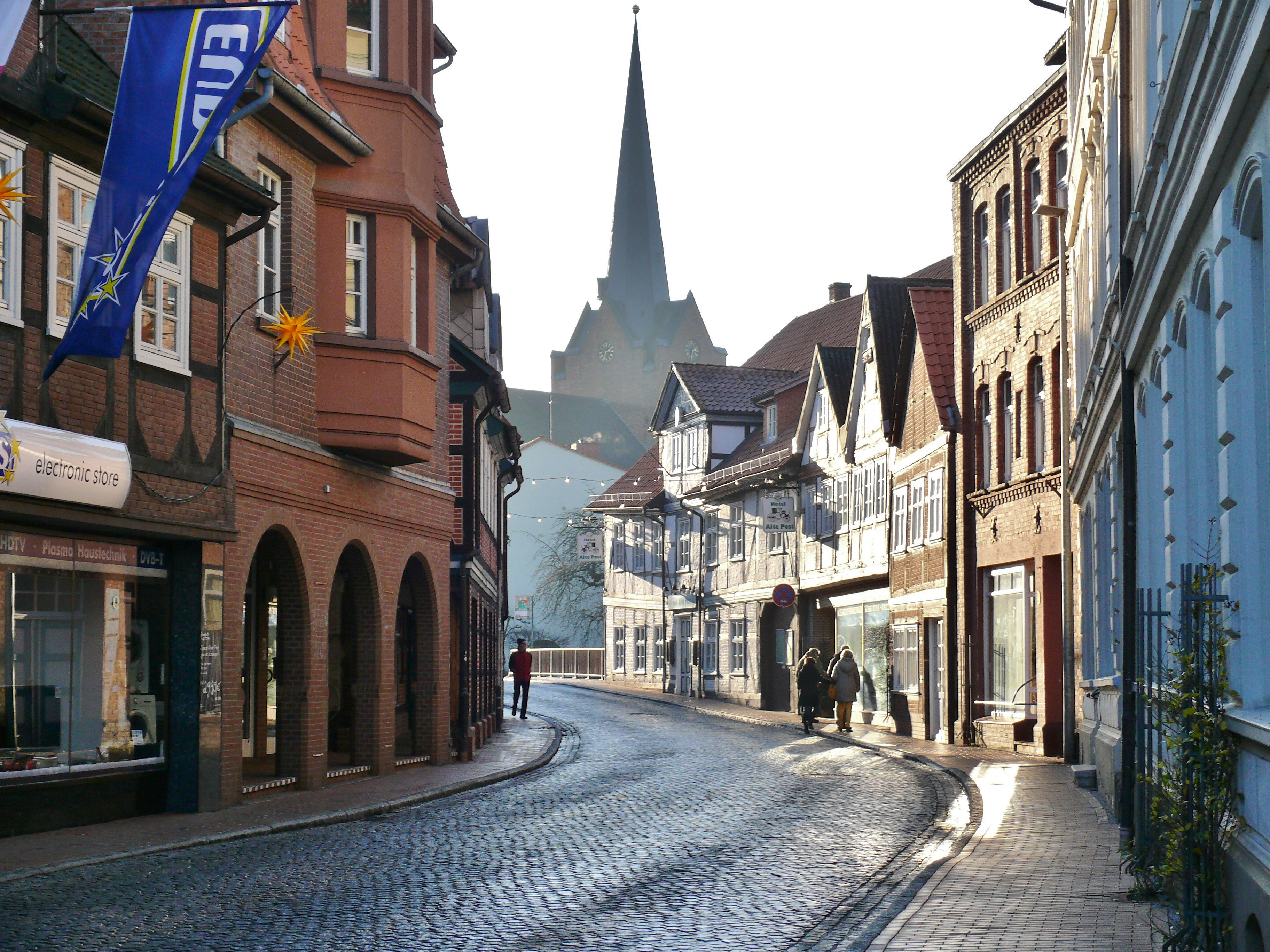
Marschtorstraße

Der Rat der Stadt Dannenberg setzt sich aus 23 Ratsfrauen und Ratsherren zusammen. Die Ratsmitglieder werden durch eine Kommunalwahl für jeweils fünf Jahre gewählt.
Bei der Kommunalwahl 2021 ergab sich folgende Sitzverteilung:
| Wahljahr | CDU | SPD | Grüne | SOLi | UWG | Bürgerliste | FDP | Gesamt   |
| 2021     | 8   | 5   | 3     | 2    | 2   | 2           | 1   | 23 Sitze |

### Bürgermeister

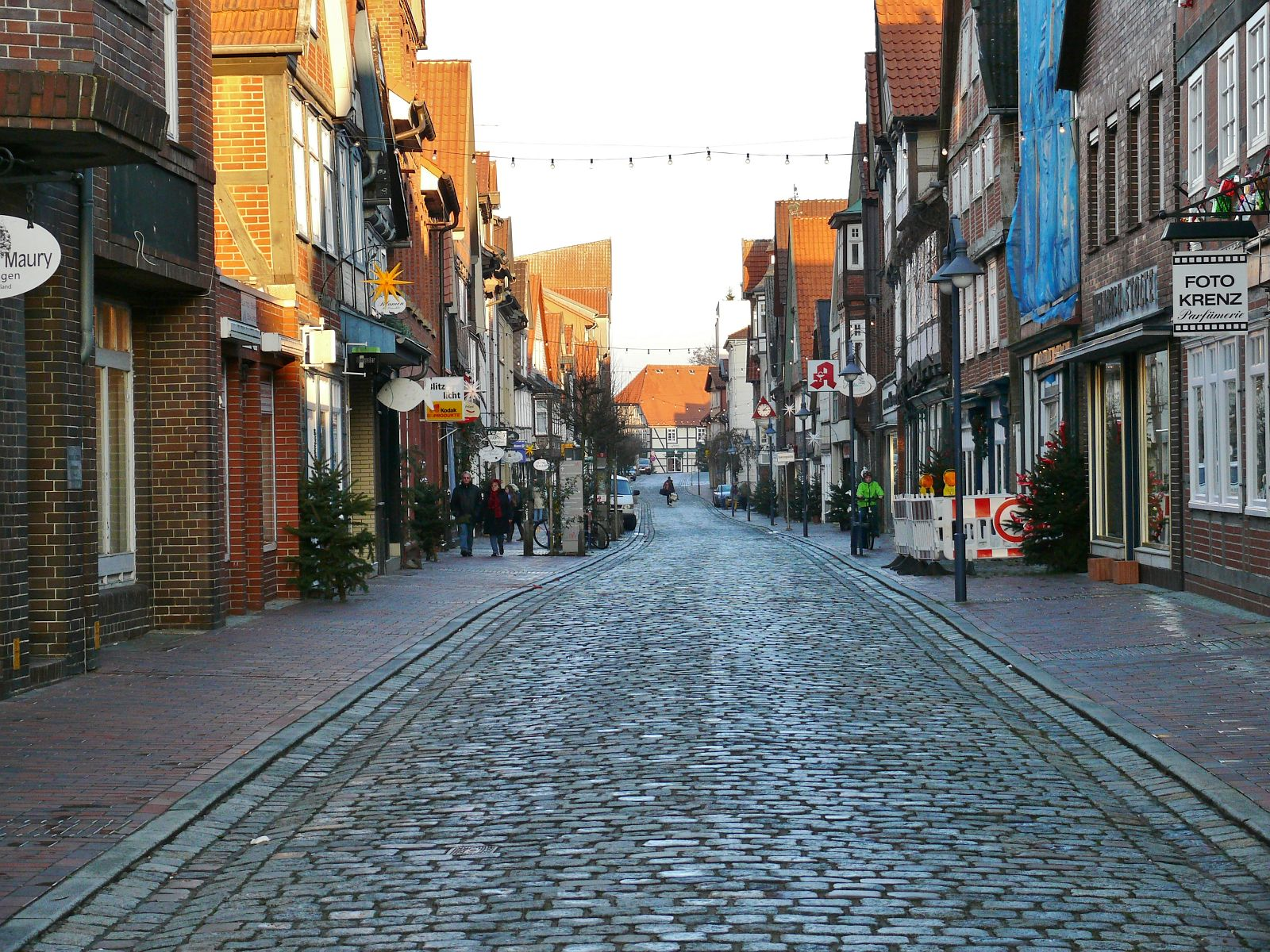
Lange Straße

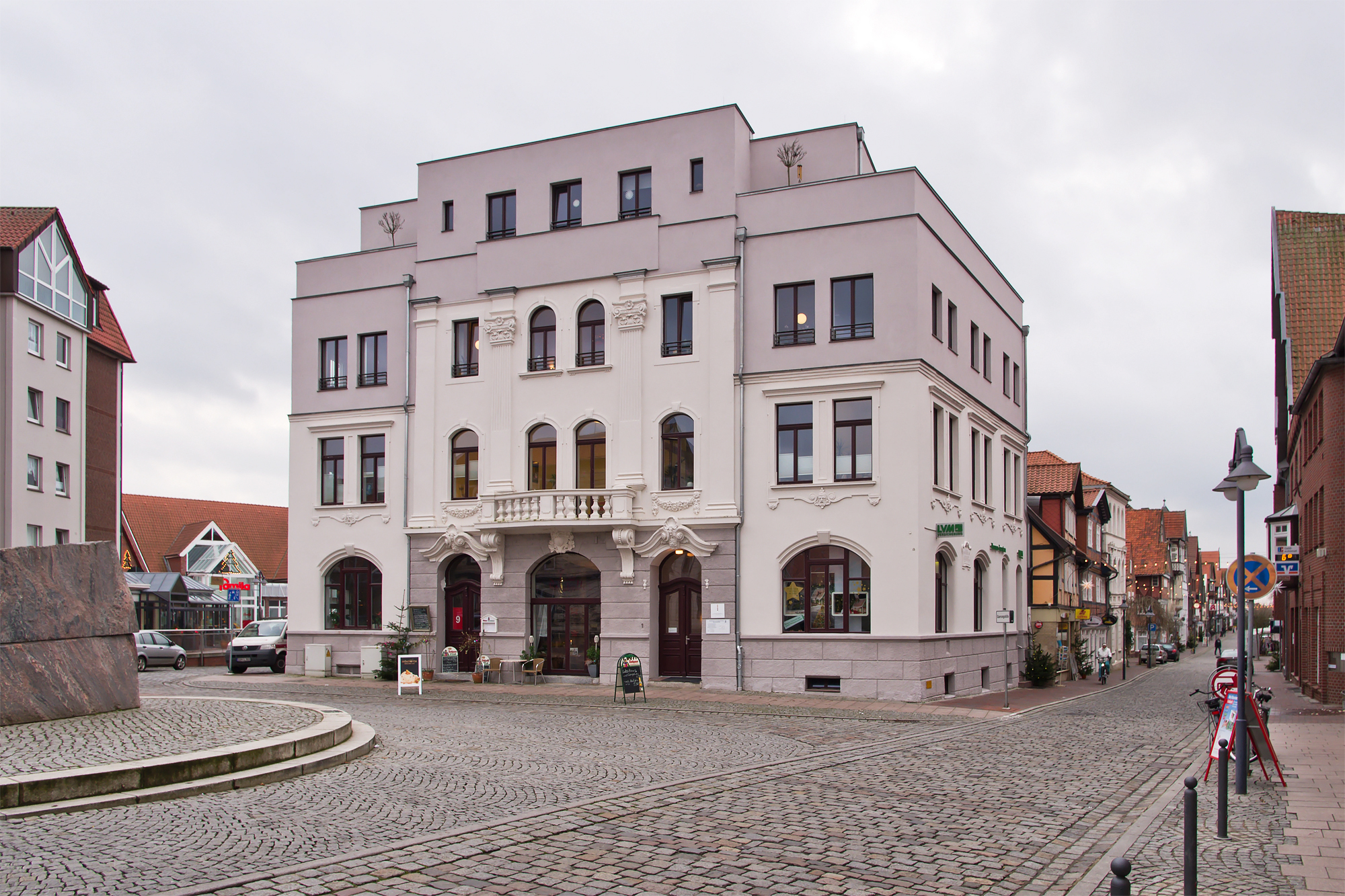
Neubau „Am Markt 1“ mit Teilen der alten Fassade des 2007 ausgebrannten Hotels „Ratskeller“

Bürgermeister der Stadt Dannenberg ist zurzeit Kurt Behning.
Alle Bürgermeister seit 1945:
- 1945–1946: Wilhelm Ordas
- 1946–1949: Hermann Strauß
- 1949–1968: Willi Koops (CDU)
- 1968–1972: Siegfried Abraham (SPD, später CDU)
- 1972–1984: Walter Eschrich (CDU)
- 1984–1991: Hermann Predöhl (CDU)
- 1991–2001: Bernard Fathmann (SPD)
- 2001–2010: Peter Selber (CDU)
- 2010–2011: Günter Voß (parteilos, Gruppe Voß/CDU)
- 2011–2016: Elke Mundhenk (Bündnis 90/Die Grünen)
- 2016–2021: Günter Voß (parteilos)
- seit 2021: Kurt Behning (CDU)

### Wappen

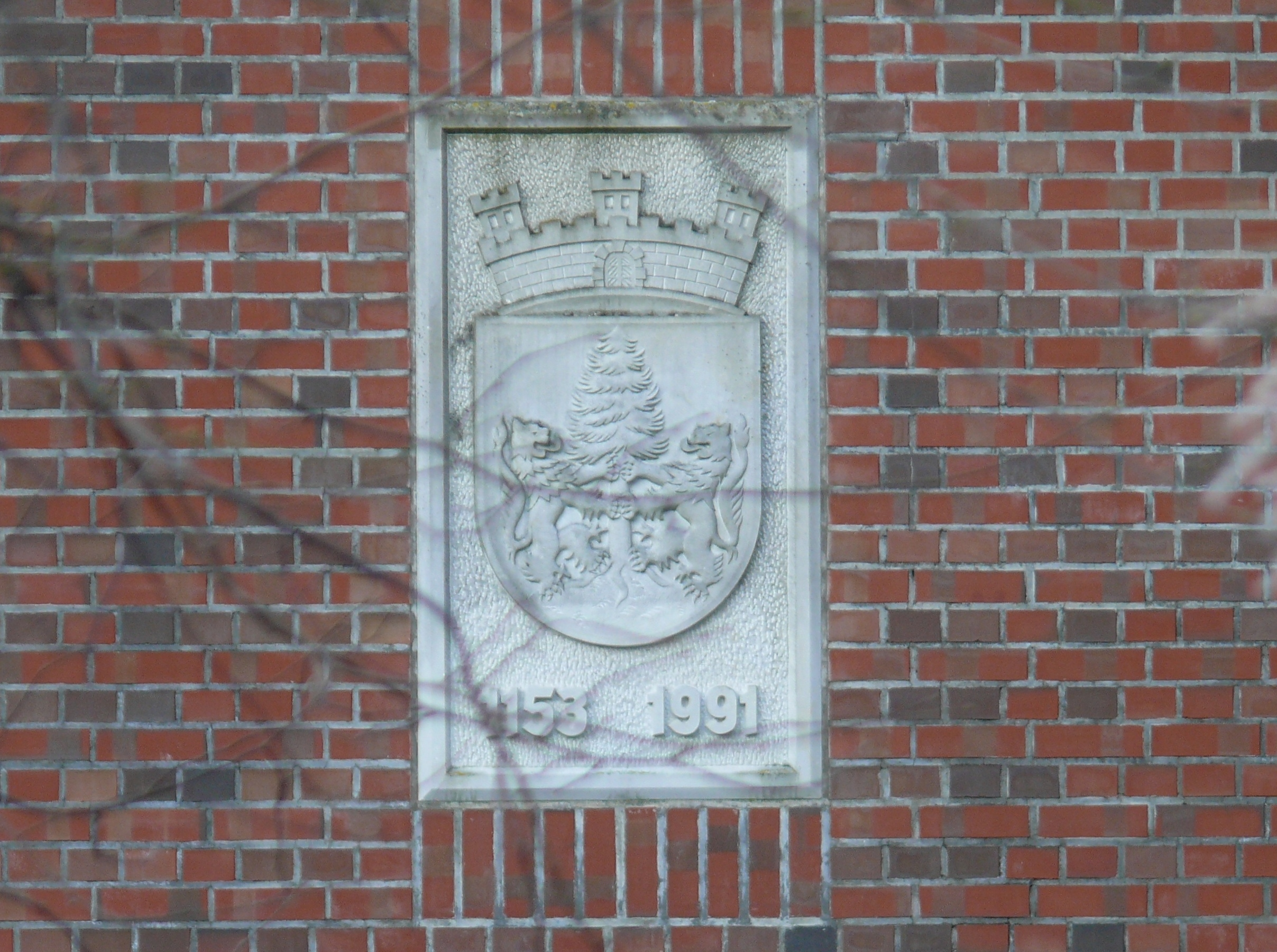
Wappen auf der Zufahrtsrampe zum Amtsberg

Dannenberg führt seit 1953 das in der Hauptsatzung wie folgt beschriebene Wappen (Blasonierung). In Gold zwei blaue Löwen mit roten Zungen und roten Krallen, die gemeinsam eine auf einem grünen Dreiberg stehende grüne Tanne anspringen. Über dem Wappenschild befindet sich eine ziegelrote Stadtmauer mit einem Tor und drei Türmen.

### Städtepartnerschaft
Der Vertrag über eine Städtepartnerschaft mit der polnischen Stadt Łask wurde am 6. November 1999 abgeschlossen.

## Kultur und Sehenswürdigkeiten
In der Liste der Baudenkmale in Dannenberg (Elbe) stehen alle Baudenkmale der Gemeinde Dannenberg (Elbe). In der Liste der Bodendenkmale in Dannenberg (Elbe) sind alle Bodendenkmale aufgelistet.

### Theater
Seit 1991 gibt es in Dannenberg das Marionettentheater Dannenberg – Am Waldemarturm, das im ehemaligen Feuerwehrhaus der Stadt am Kuhmarkt untergebracht ist.

### Museen
- Das Museum im Waldemarturm. zeigt die Stadtgeschichte Dannenbergs und eine Dauerausstellung zur Hochwassergeschichte Dannenbergs. Darüber hinaus finden im Museum in unregelmäßigen Abständen Kunstausstellungen statt.
- Das Historische Feuerwehrmuseum im Ortsteil Neu Tramm ist eines der größten Feuerwehrmuseen Deutschlands und zeigt die Geschichte des Brandbekämpfungswesens und die Entwicklung der Gerätschaften[20]

Die Stadt Dannenberg (Elbe) ist Mitglied im Museumsverbund Lüchow-Dannenberg.

### Bauwerke

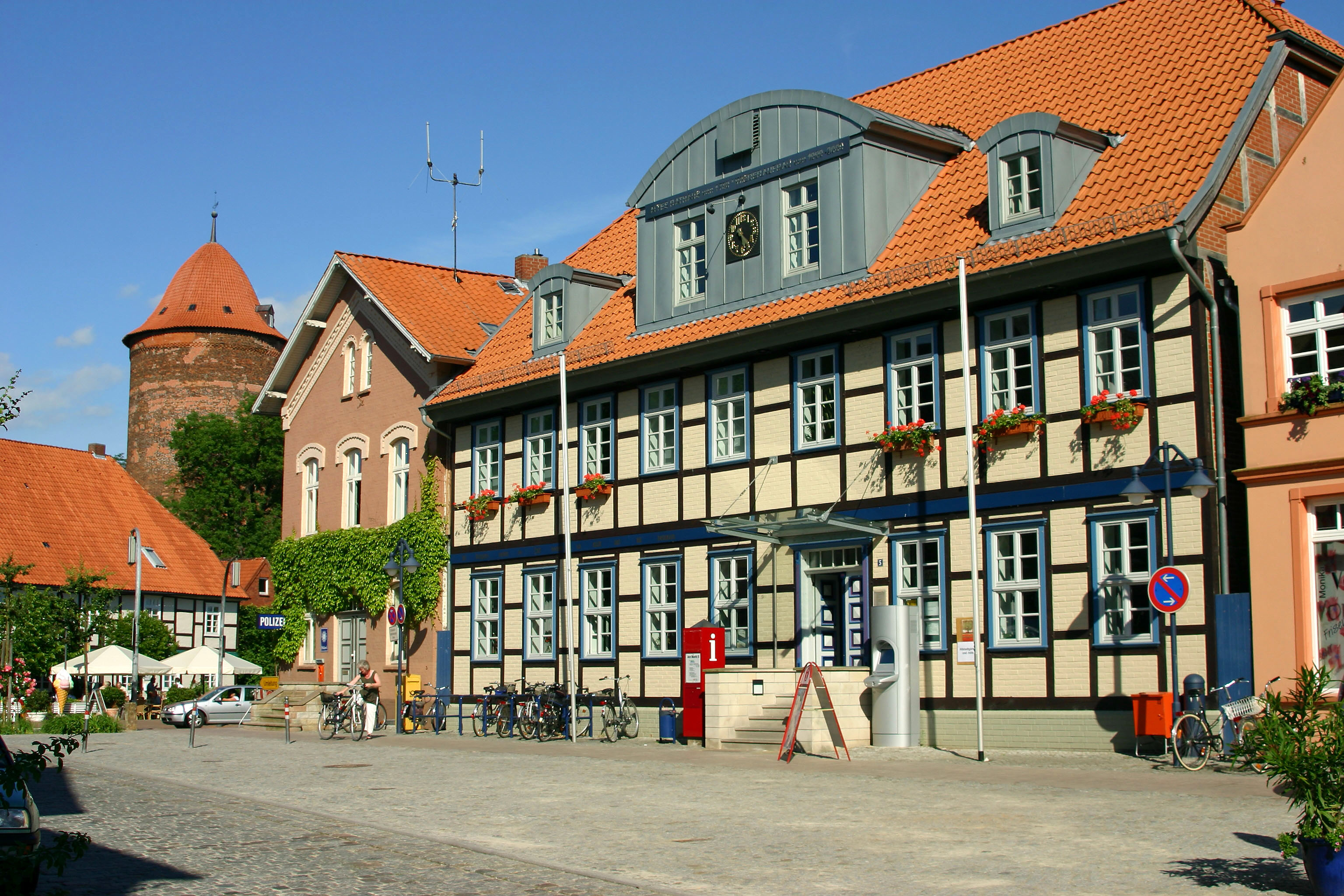
Im Alten Rathaus befinden sich die Tourist-Information und eine naturkundliche Ausstellung

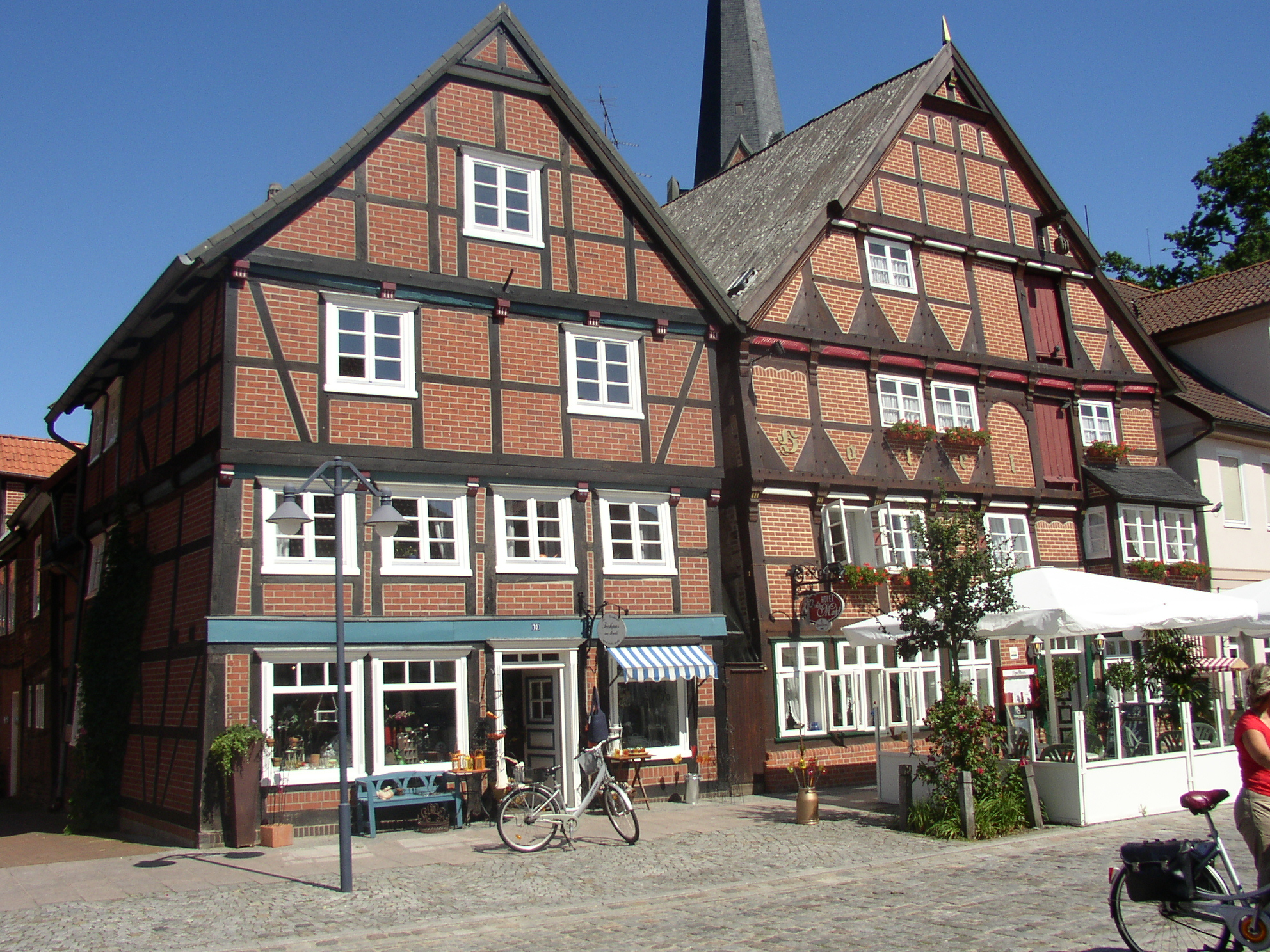
Zwei Häuser an der Marktnordseite; rechts mit Erker und Ladeluken ein Gasthaus aus der Zeit kurz nach 1608

Wahrzeichen der Stadt sind der Waldemarturm und die St.-Johannis-Kirche, die in ihrem Zusammenspiel die Silhouette der Stadt prägen. Bedeutende Bauwerke der Stadt sind:
- St.-Johannis-Kirche (Dannenberg), eine Kirche der norddeutschen Backsteingotik (erbaut etwa ab 1245)
- Waldemarturm, der Bergfried der ehemaligen Burg Dannenberg (erbaut um 1200)
- Ehemaliger Ratskeller Dannenberg. Medizinisches Versorgungszentrum Dannenberg/Elbe, Wiederaufbau 2012
- Historisches Rathaus: Es trägt auf der Fassade den selbstironischen Spruch: Wi Börgers hebbn de Last dorvon un mütt dat all betahlen. Es wurde 1780 erbaut und von 1999 bis 2000 wieder aufgebaut.

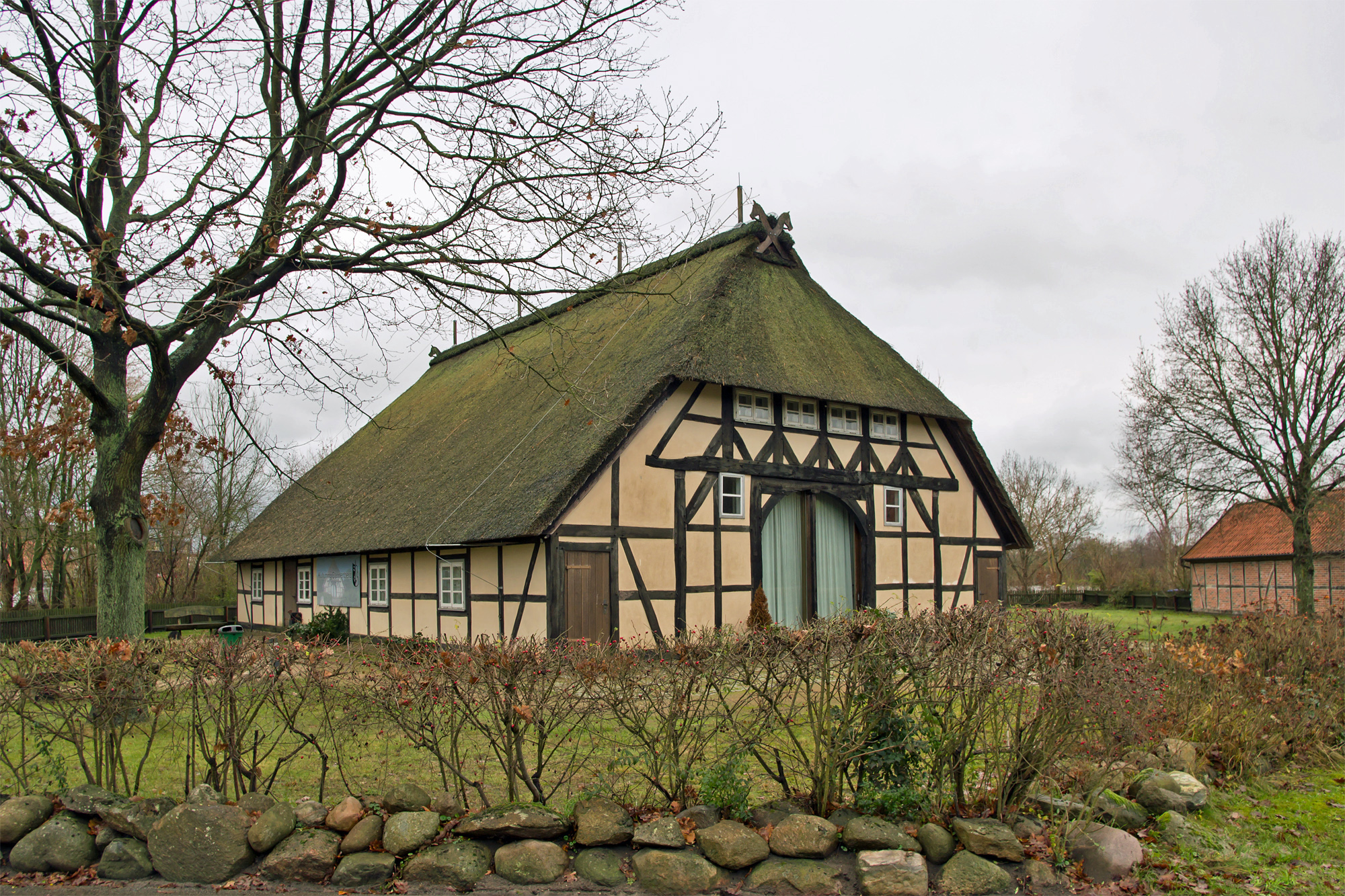
Das Ohm’sche Haus stammt ursprünglich aus dem Jahr 1656 und stand bis 1971 in Langendorf; es wurde 1988 in Dannenberg nördlich des Thielenburger Sees wiederaufgebaut

- Ohm’sches Haus, ein aus Langendorf transloziertes Niedersächsisches Hallenhaus in Zweiständer-Bauweise; von 1988 bis 2018 Ort kultureller Veranstaltungen, gegenwärtig befindet sich darin eine orthopädische Praxis.
- Mehrere denkmalgeschützte Bürgerhäuser, davon drei aus der Zeit kurz nach 1608.

### Regelmäßige Veranstaltungen
- April: Dannenberger Kammermusikwoche
- April/Mai: Kulturelle Landpartie (einzelne Veranstaltungen)
- September: Lange Nacht der schönen Künste
- Oktober: Internationales Marionetten-Festival (einzelne Veranstaltungen)
- November: Traditioneller Kartoffelsonntag

### Parks
- Der St.-Annen-Friedhof (am Prochaskaplatz) ist der ehemalige Friedhof der Stadt und steht unter Denkmalschutz. Auf ihm befinden sich unter anderem die Grabstätte von Eleonore Prochaska mit Gedenktafel und ein Gedenkstein für Theodor Körner.
- Der Thielenburger See bildet mit dem angrenzenden Thielenburger Wäldchen ein Naherholungsgebiet direkt am Stadtzentrum.

### Sport

#### Vereine
Dannenberg verfügt über mehrere Sportvereine.
- Der MTV Dannenberg von 1863 ist der größte Sportverein im Samtgemeindegebiet. Er verfügt über 24 Sportabteilungen.[22]
- Im Ortsteil Breese in der Marsch gibt es mit dem VfL Breese-Langendorf. einen weiteren Sportverein mit den Abteilungen Fußball und Turnen.
- Der 1921 gegründete Reit- und Fahrverein Dannenberg (RFV) ist mit 420 Mitgliedern der größte Reitsportverein des Kreises.[23]
- Die Schützengilde zu Dannenberg von 1528 e. V. betreibt Schießgruppen für Damen, Herren und Jugendliche mit Luftdruck- und Kleinkalibergewehren.

#### Sportstätten
In der Nähe des Schulzentrums direkt an der Alten Jeetzel befindet sich das Jeetzel-Stadion mit drei Sportplätzen und Anlagen für Leichtathletik, das sowohl von den nahen Schulen als auch vom MTV genutzt wird. Direkt angrenzend steht eine kombinierte Mehrzweckhalle mit integrierter Schwimmhalle. Diese hat eine Bahnlänge von 25 Metern. In der Ostsiedlung gibt es ein Freibad mit einer Bahnlänge von 50 Metern. Beide Bäder waren von der Schließung bedroht, sie werden vom Wasserverband Dannenberg-Hitzacker mit Finanzierung durch einen Förderverein und der Stadt Dannenberg betrieben. In der Westsiedlung an der Grundschule gibt es eine zweigeschossige Sporthalle. Der VfL Breese-Langendorf verfügt über einen eigenen Sportplatz im Ortsteil Breese. Im Ortsteil Prisser befindet sich das Hermann-Stolte-Stadion des RFV. Im Develang gibt es eine Tennisplatzanlage.

## Wirtschaft und Infrastruktur

### Wirtschaft

#### Industrie

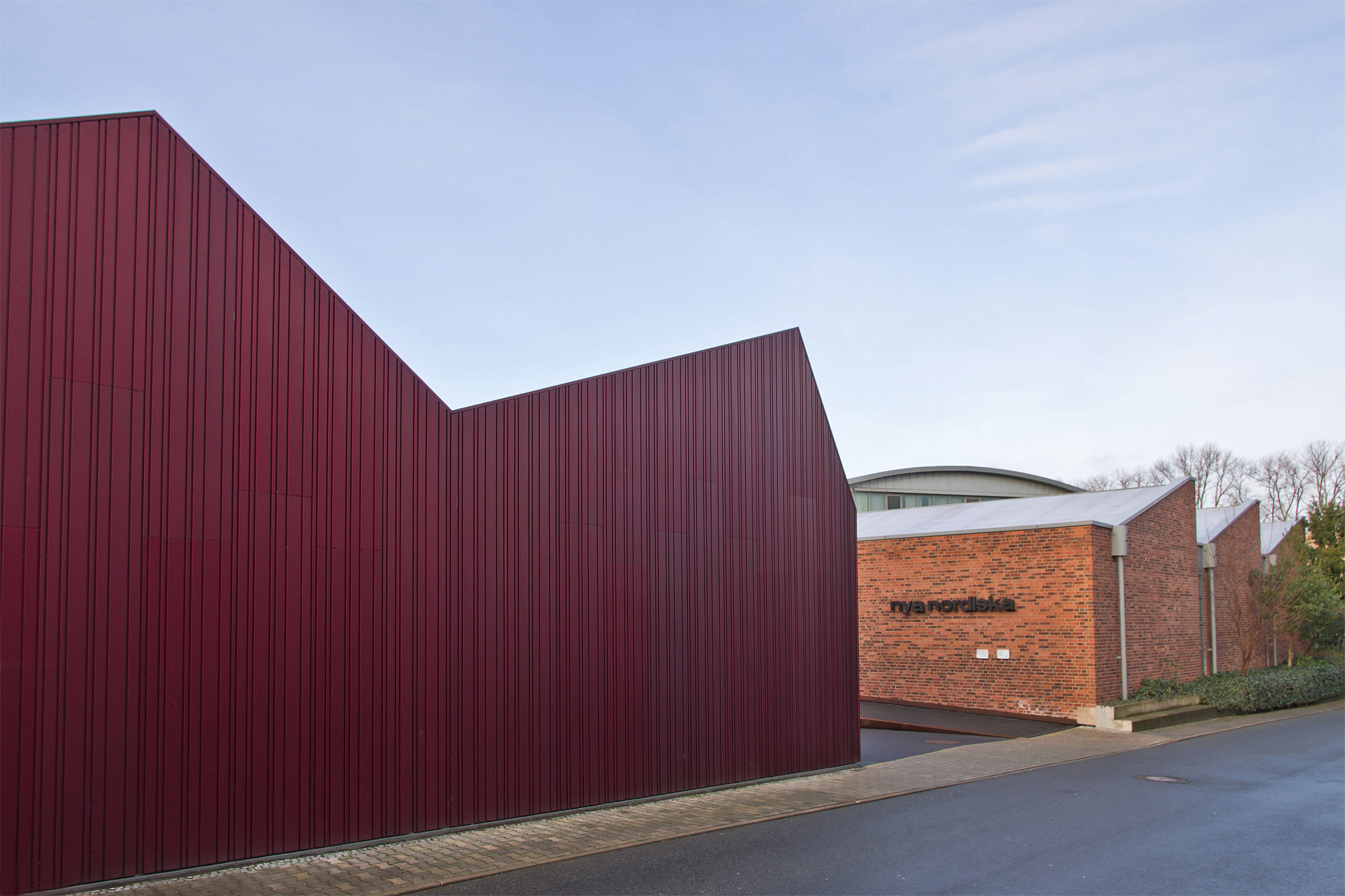
Fassadenausschnitt der Textilfirma „nya nordiska“ in der Straße „An den Ratswiesen“

In Dannenberg sind aufgrund der peripheren Lage nur wenige Industriebetriebe angesiedelt. Größte industrielle Arbeitgeber sind zwei Tochterunternehmen der ContiTech. In der ContiTech Antriebssysteme GmbH und der ContiTech Vibration Control GmbH, die sich beide im Gewerbegebiet im Nordosten der Stadt befinden, sind zusammen ungefähr 470 Mitarbeiter beschäftigt. Im angrenzenden Gewerbegebiet ist ein Tochterunternehmen der „Wiesenhof AG“ ansässig. In der Dannenberger Innenstadt befindet sich der Stammsitz des Stoffverlags nya nordiska GmbH. Der 1964 gegründete Betrieb stellt Textilien der Heimtextilbranche her.

#### Handwerk
In Dannenberg ist eine Vielzahl von Handwerksbetrieben ansässig, die zumeist lokal arbeiten. Drei Handwerksbetriebe sind regelmäßig überregional oder deutschlandweit tätig. Dies sind ein Tiefbaubetrieb im Ortsteil Prisser, ein Fahrzeugbauunternehmen (Kräne) im Ortsteil Nebenstedt und ein Dachdeckerbetrieb im Develang.

#### Tourismus
Der Tourismus ist für Dannenberg ein wichtiger Wirtschaftszweig. Insbesondere die Lage im Naturpark Wendland.Elbe und am bzw. im Biosphärenreservat Niedersächsische Elbtalaue bieten der Stadt die Möglichkeit, in Zielrichtung Erholungsurlaub zu werben. Im Umland befinden sich diverse Reit-, Radwander- und Wanderwege, darunter auch Fernwanderwege. Die Alte Jeetzel wird für Kanutouren genutzt. Die Bedeutung des Tourismus ist in Dannenberg allerdings geringer als in einigen anderen Orten des Hannoverschen Wendlandes. Insbesondere im benachbarten Hitzacker sowie in Gartow hat der Tourismus einen höheren Stellenwert. In der Stadt befinden sich verschiedene Beherbergungsbetriebe wie Pensionen, ein Campingplatz oder Reiterhöfe. Dannenberg verfügt über sechs Hotels, von denen nur drei in der Innenstadt gelegen sind, mit zusammen 98 Betten. Im Alten Rathaus am Marktplatz ist die Tourist-Information der Samtgemeinde untergebracht, deren Hauptstelle sich in Hitzacker befindet. Ebenfalls im historischen Rathaus untergebracht ist die Ausstellung des BUND Sei kein Frosch. Dannenberg liegt an der die Bundesländer Niedersachsen und Sachsen-Anhalt durchziehenden Regionalstrecke Von der Elbtalaue zum Harz der Deutschen Fachwerkstraße.

### Infrastruktur

#### Verkehr
Bundesfernstraßen

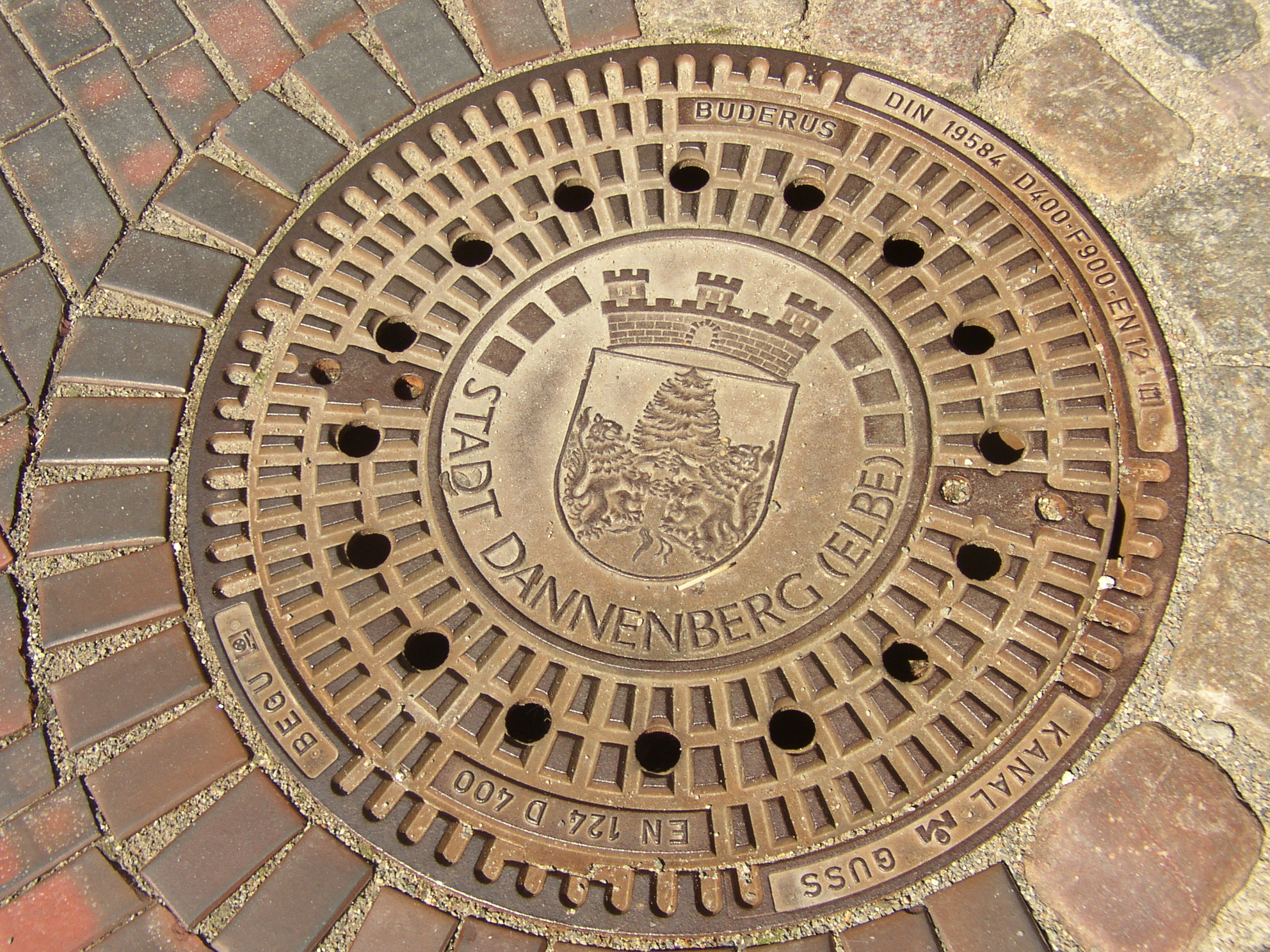
Kanaldeckel mit Wappen der Stadt

Dannenberg ist über mehrere Bundesstraßen an das Fernstraßennetz angebunden. Drei Bundesstraßen laufen aus westlicher und südlicher Richtung auf die Stadt zu. Der Verkehr wird in der Stadt zusammengefasst und auf der ungefähr zehn Kilometer weiter nordöstlich gelegenen Dömitzer Elbbrücke über den Strom geführt. Ungefähr einen Kilometer hinter der Brücke verteilt sich der Verkehr wieder auf Bundesstraßen in drei Richtungen. Die im Stadtgebiet verlaufenden Bundesstraßen sind im Einzelnen:
- Die Bundesstraße 191 aus südwestlicher Richtung von Celle und Uelzen kommend über die Dömitzer Elbbrücke nach Ludwigslust, Parchim und Plau am See bindet Dannenberg an die beiden Mittelzentren und mittelbar an die Oberzentren Braunschweig, Hannover und Schwerin an. Direkt hinter der Brücke auf der mecklenburgischen Flussseite kreuzt sie die B 195 (Boizenburg–Wittenberge).
- Die Bundesstraße 216 aus nordwestlicher Richtung vom Oberzentrum Lüneburg kommend (endet in Dannenberg an der B 191), bindet die Stadt an Lüneburg und mittelbar an Hamburg an.
- Die Bundesstraße 248 aus südlicher Richtung von Braunschweig, Salzwedel und Lüchow kommend (endet in Dannenberg an der B 191), bindet Dannenberg an die Kreisstadt Lüchow an.
- Die Bundesstraße 248a ist eine die drei genannten Bundesstraßen verbindende Querspange in Süd-Nord-Richtung von der B 248, über die B 191 zur B 216 im Westen des Stadtgebietes.

Landesstraßen
Die Stadt ist mit zwei weiteren überregionalen Straßen an das Umland angeschlossen.
- Die Landesstraße 231 verbindet die Stadt mit den zwei nördlichen Samtgemeindemitgliedern Hitzacker und Neu Darchau und verläuft weiter in Richtung Bleckede.
- Die Landesstraße 256 stellt die Verbindung zu Teilen der Mitgliedsgemeinden Gusborn und Langendorf sowie zur Samtgemeinde Gartow sicher.

Eisenbahn

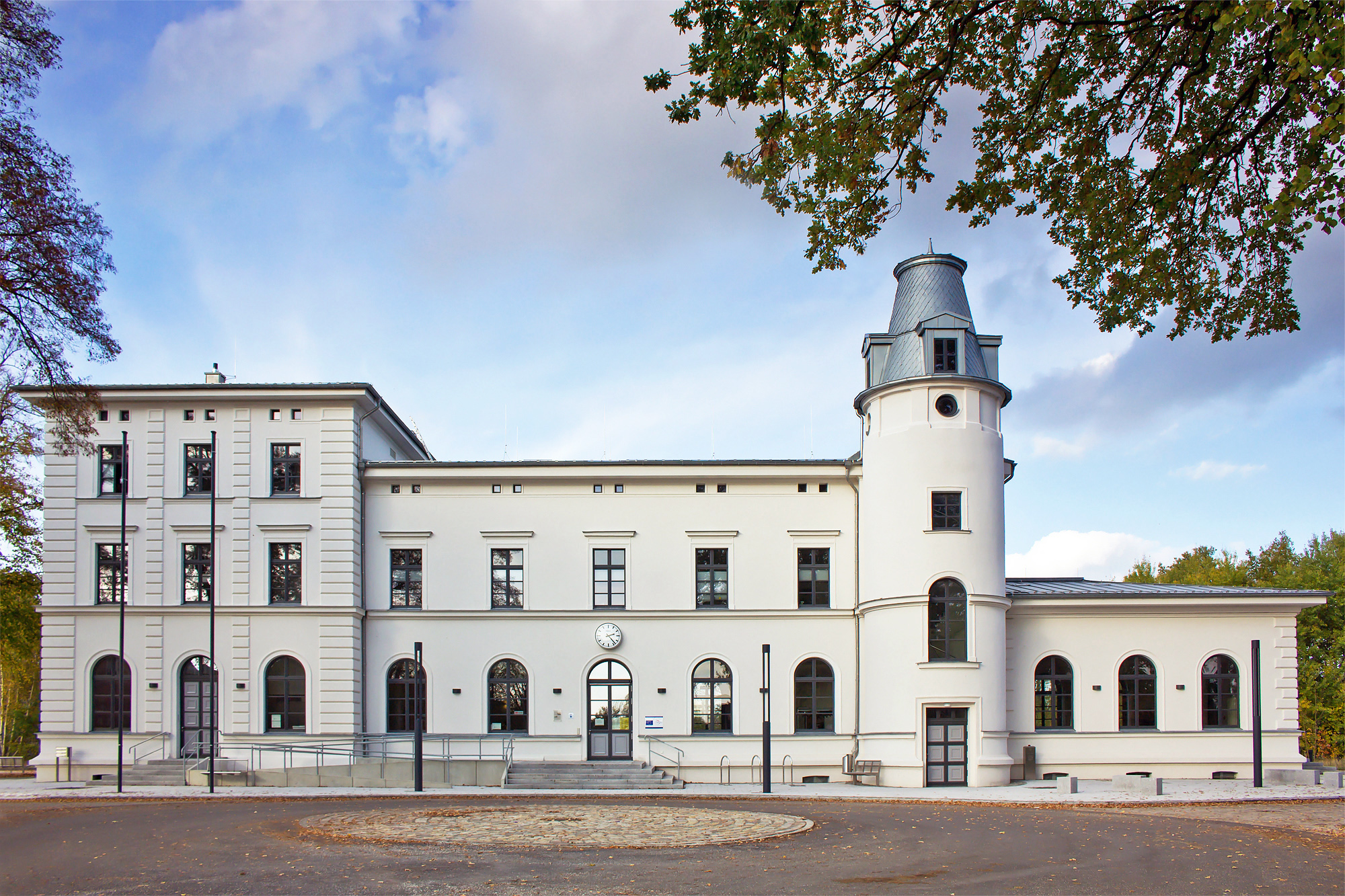
Bahnhof Dannenberg-Ost

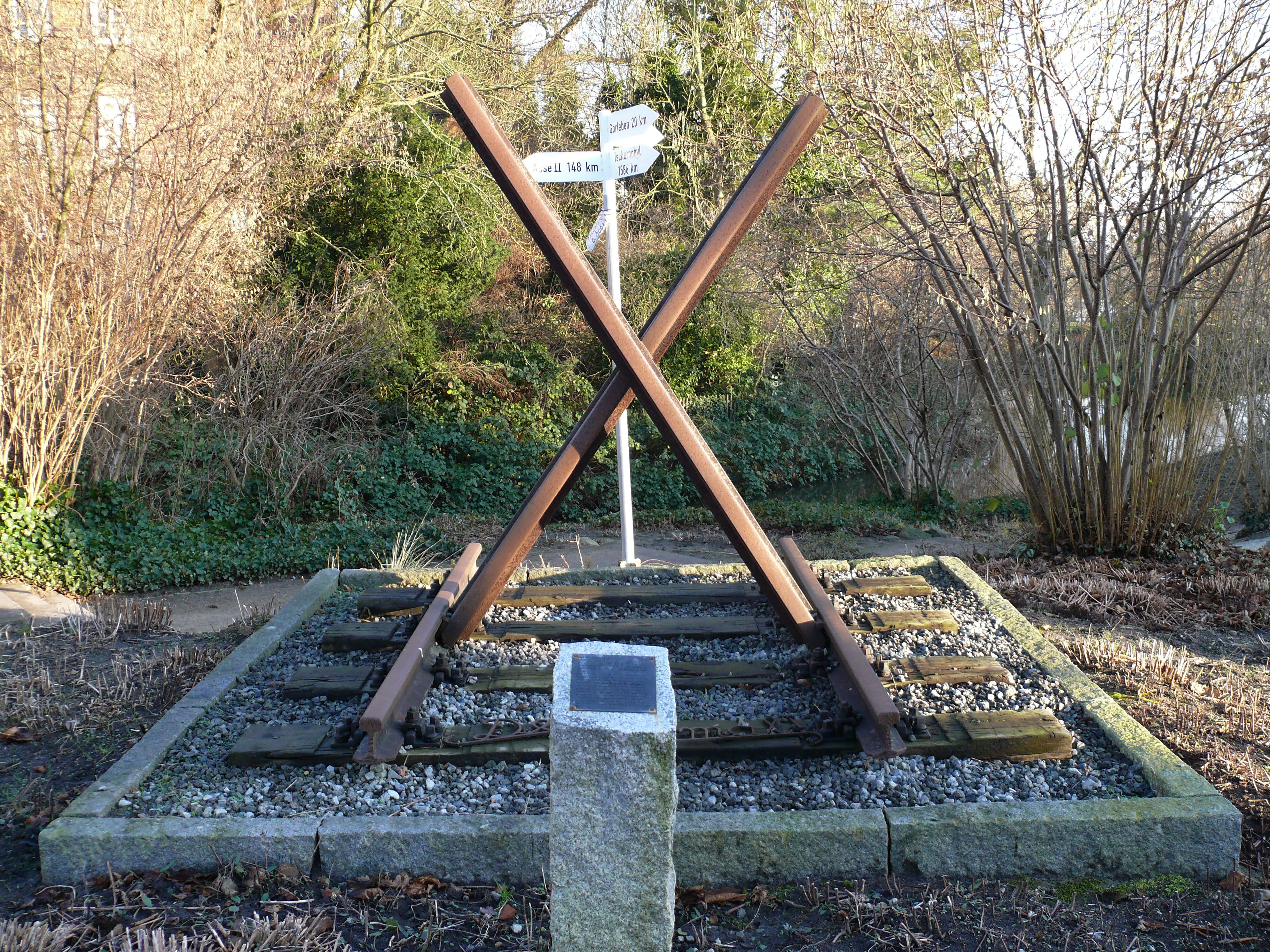
X-Denkmal am Amtsberg als Protest gegen die Atomkraft und die zahlreichen Castor-Transporte ins nahe Gorleben

Dannenberg ist mit der so genannten Wendlandbahn Lüneburg–Dannenberg Ost (Kursbuchstrecke 112, Regionalbahn 32) an das Eisenbahnnetz angeschlossen. Die Strecke wird ca. fünf Mal täglich von der Erixx GmbH bedient.
Früher führten mehrere Bahnstrecken nach Dannenberg. Nahezu parallel zu den Bundesfernstraßen liefen drei Bahnstrecken aus westlicher und südlicher Richtung auf die Stadt zu. Der Verkehr wurde in der Stadt zusammengefasst und auf der ungefähr zehn Kilometer weiter nordöstlich gelegenen Dömitzer Elbbrücke über den Strom geführt. Ab Dömitz verzweigte sie sich in zwei Richtungen. Die im Dannenberger Stadtgebiet verlaufenden Bahnstrecken waren:
- Die Bahnstrecke Wittenberge–Buchholz, an die Dannenberg seit 1874 über den Bahnhof Dannenberg Ost angeschlossen war. Das von Lüneburg über Dahlenburg nach Dannenberg verlaufende Teilstück ist heute noch in Betrieb („Wendlandbahn“), die Strecke endet jetzt ungefähr 1100 Meter östlich des Bahnhofs an der Verladeanlage für Castor-Behälter. Der östliche Abschnitt weiter nach Dömitz und Wittenberge wird seit 1945 nicht mehr befahren und wurde mittlerweile abgetragen. Auch die Strecke von Dömitz nach Ludwigslust und Wismar, an die bis 1945 Anschluss bestand und die für Dannenberg auch nach der Wiedervereinigung eine gewisse Bedeutung hatte, wurde in den 1990ern stillgelegt.
- Die Bahnstrecke Uelzen–Dannenberg über den damaligen zweiten Bahnhof Dannenberg West nach Dannenberg Ost (eröffnet 1924) wurde 1996 stillgelegt und ist teilweise überasphaltiert und zugewachsen.
- Die in Dannenberg West nach Süden abzweigende Strecke nach Lüchow (Jeetzeltalbahn, eröffnet 1911), die früher weiter nach Wustrow und Salzwedel führte, wurde 1996 auch für den Güterverkehr stillgelegt. 1999 wurde die Strecke von der Deutschen Regionaleisenbahn GmbH (DRE) übernommen und wird sporadisch in Sonderfahrten zwischen Dannenberg und Lüchow befahren. Die letzte Sonderfahrt fand 2012 statt.

#### Öffentliche Einrichtungen
Amtsgericht

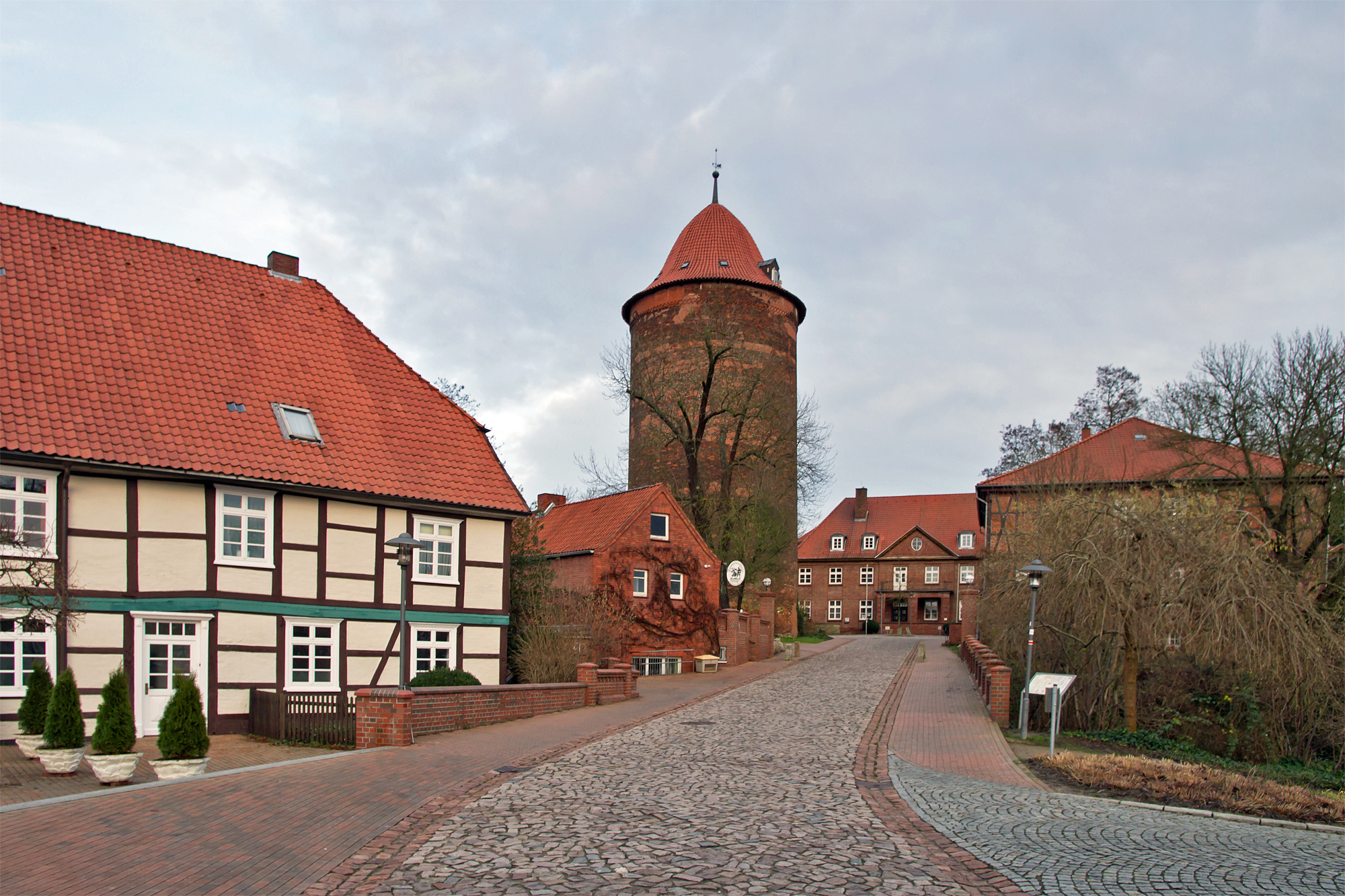
Blick auf den Amtsberg mit dem Waldemarturm – im Hintergrund das Gebäude des Amtsgerichts

In Dannenberg befindet sich das Amtsgericht Dannenberg (Elbe) dessen Gerichtsbezirk sich auf den gesamten Landkreis Lüchow-Dannenberg erstreckt. Es gehört zum Landgerichtsbezirk Lüneburg des Oberlandesgerichtsbezirks Celle. Das Gericht ist in dem ehemaligen Gebäude der Kreisverwaltung auf dem Amtsberg untergebracht.
Feuerwehr
Nahe dem Develang ist das Feuerwehrhaus der Freiwilligen Feuerwehr Dannenberg. Diese betreibt eine Jugendfeuerwehr und eine Floriangruppe.

#### Bildung
Schulen
Die Stadt Dannenberg verfügt über mehrere Schulen der Primar- und Sekundarstufe, über Förderschulen, Einrichtungen der Erwachsenen- und Weiterbildung sowie über eine Musikschule.
Primarstufe
Die Stadt verfügt über zwei Grundschulen, deren Einzugsbereiche das gesamte Stadtgebiet abdecken.
- Die Grundschule mit Schulkindergarten Dannenberg (Elbe) in der Westsiedlung hat ca. 280 Schüler. Sie versorgt mit Ausnahme der im Westen gelegenen Dörfer alle Ortsteile der Stadt. Die Schule ist als eine von zwei Grundschulen des Landkreises Mitglied des Kooperationsverbundes Hochbegabung fördern.[28]
- Die Grundschule Prisser im gleichnamigen Ortsteil hat etwa 60 Schüler. Der Einzugsbereich umfasst die im Westen der Stadt gelegenen Dörfer Niestedt, Prisser, Riekau, Riskau, Schmarsau, Streetz und Tripkau.

Sekundarstufe I und II

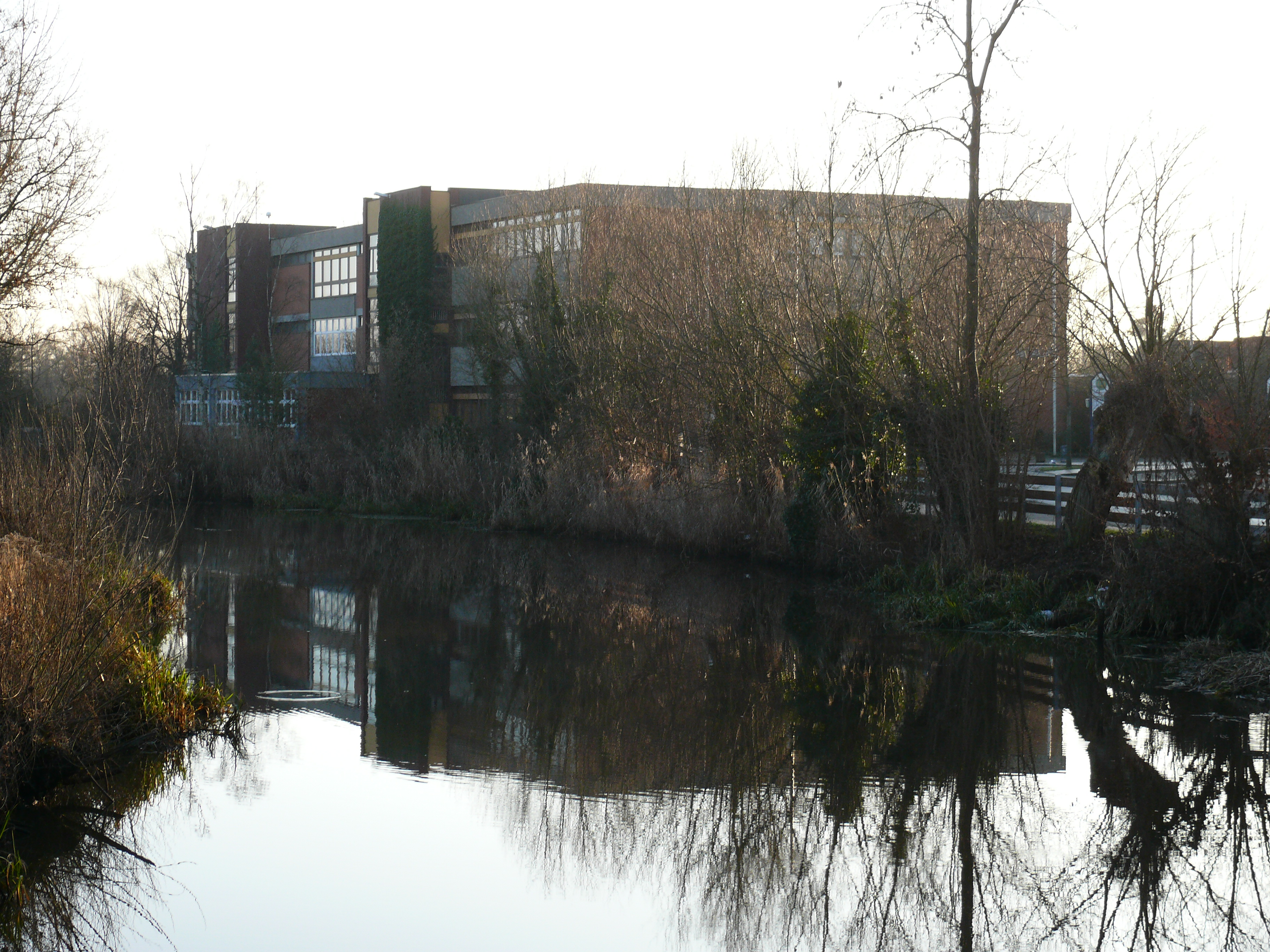
Nicolas-Born-Schule

In Dannenberg befinden sich drei Schulen der Sekundarstufe I und II, die alle in einem Schulzentrum in der Innenstadt untergebracht sind:
- Die Nicolas-Born-Schule, eine Oberschule, die als Haupt- und Realschule 2008 durch Zusammenlegung der Elbmarsch-Schule (Hauptschule) und der Bernhard-Riemann-Realschule entstand,
- das Fritz-Reuter-Gymnasium mit etwa 450 Schülern. Die Schule ist als einzige der Sekundarstufe im Kreisgebiet Mitglied des Kooperationsverbundes Hochbegabung fördern.[28]

Förderschulen
In Dannenberg gibt es drei Förderschulen:
- Die Elbe-Jeetzel-Schule Dannenberg ist eine staatlich anerkannte Ersatzschule für Erziehungshilfe im Ortsteil Prisser,
- die Erich-Kästner-Schule, Förderschule L für Lernbehinderte in der Ostsiedlung.
- Die Wendlandschule, Förderschule mit dem Schwerpunkt geistige Entwicklung, ist eine staatlich anerkannte Ersatzschule mit 141 Schülern (davon etwa 35 aus anderen Landkreisen) im Ortsteil Prisser

Erwachsenen- und Weiterbildung
Dannenberg ist Unterrichtsort der Kreisvolkshochschule Uelzen/Lüchow-Dannenberg.
Kindergärten

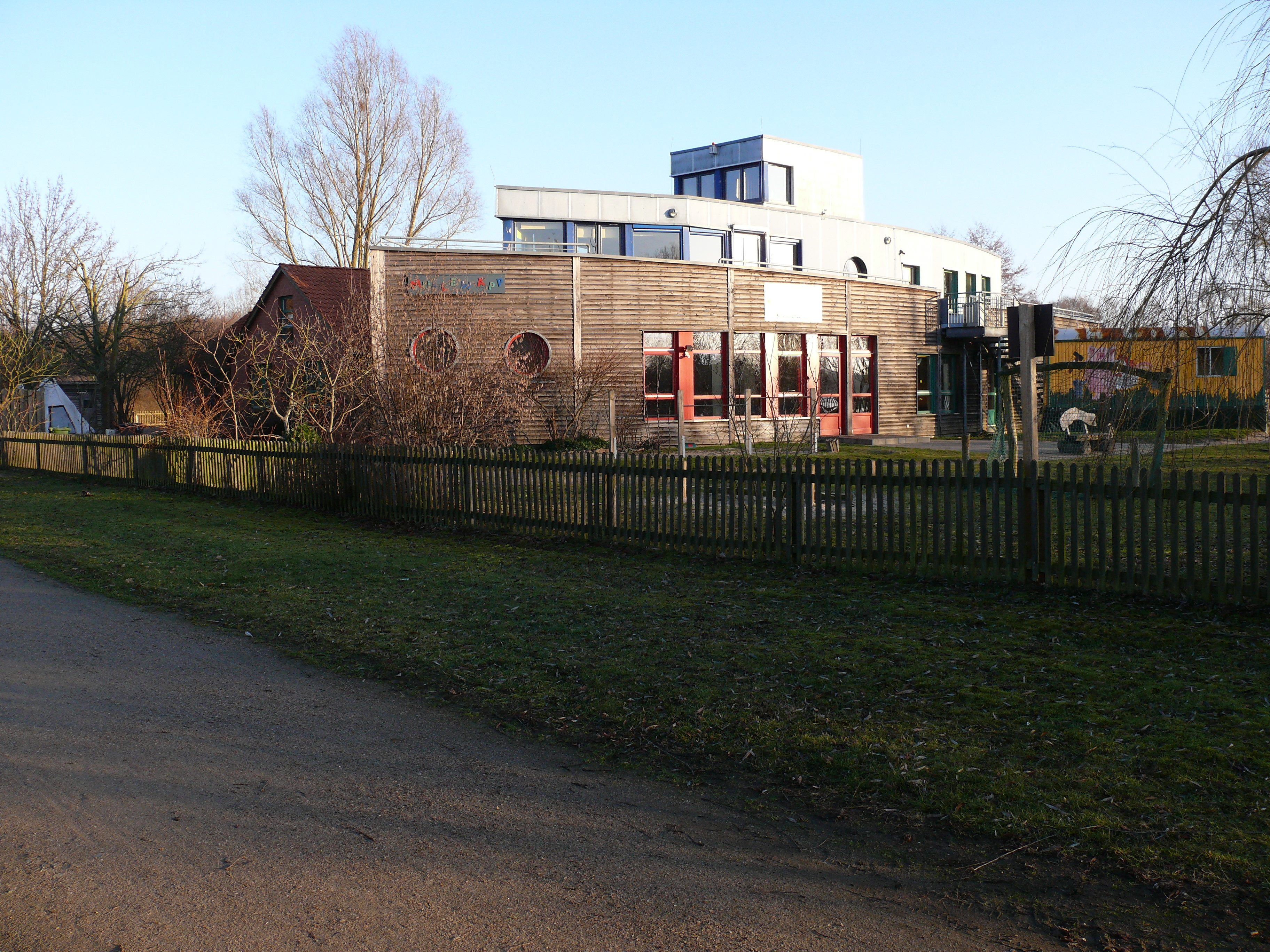
Die Kita „Mullewapp“ am Thielenburger See

Die Stadt Dannenberg hat vier Kindergärten und eine Kinderkrippe mit zusammen über 350 Plätzen. Zwei der Kindergärten (einer davon mit Sprachheilkindergarten) sowie die Kinderkrippe befinden sich in Trägerschaft des DRK, einer in Trägerschaft der evangelischen Kirche und ein weiterer wird von einem Verein betrieben. Zusätzlich verfügt die Grundschule Dannenberg über einen Schulkindergarten. Die Kindergärten sind im Einzelnen:
- Mullewapp-Kindertagesstätte. mit Sprachheilkindergarten in der Innenstadt am Thielenburger See mit 125 Kindern (DRK)
- Evangelischer Kindergarten in der Ostsiedlung. mit 101 Kindern (Evangelische Kirchengemeinde Dannenberg)
- Popcorn. in der Nähe der Westsiedlung (freier Träger Popcorn e. V.)
- Kindergarten Breese. im Ortsteil Breese in der Marsch (DRK)
- Kinderkrippe Dannenberg. in der Innenstadt mit 15 Kindern (DRK)

#### Soziale Infrastruktur
Neben den Schulen und Kindergärten befinden sich in Dannenberg eine große Vielzahl weiterer Einrichtungen der sozialen Infrastruktur. Die meisten sind im Süden des Ortsteils Prisser im äußersten Südwesten des Dannenberger Weichbilds in Nähe der Bundesstraße in Richtung Lüchow untergebracht. Die Einrichtungen sind auf die Versorgung des Kreisgebietes oder von Teilen davon ausgelegt. Einige haben auch eine die Kreisgrenze übergreifende Bedeutung. Zusammen stellen die dort ansässigen Einrichtungen mit mehreren hundert Arbeitsplätzen einen zunehmend bedeutenden Wirtschaftsfaktor der Stadt dar. Im Süden des Ortsteils Prisser befinden sich folgende Einrichtungen:

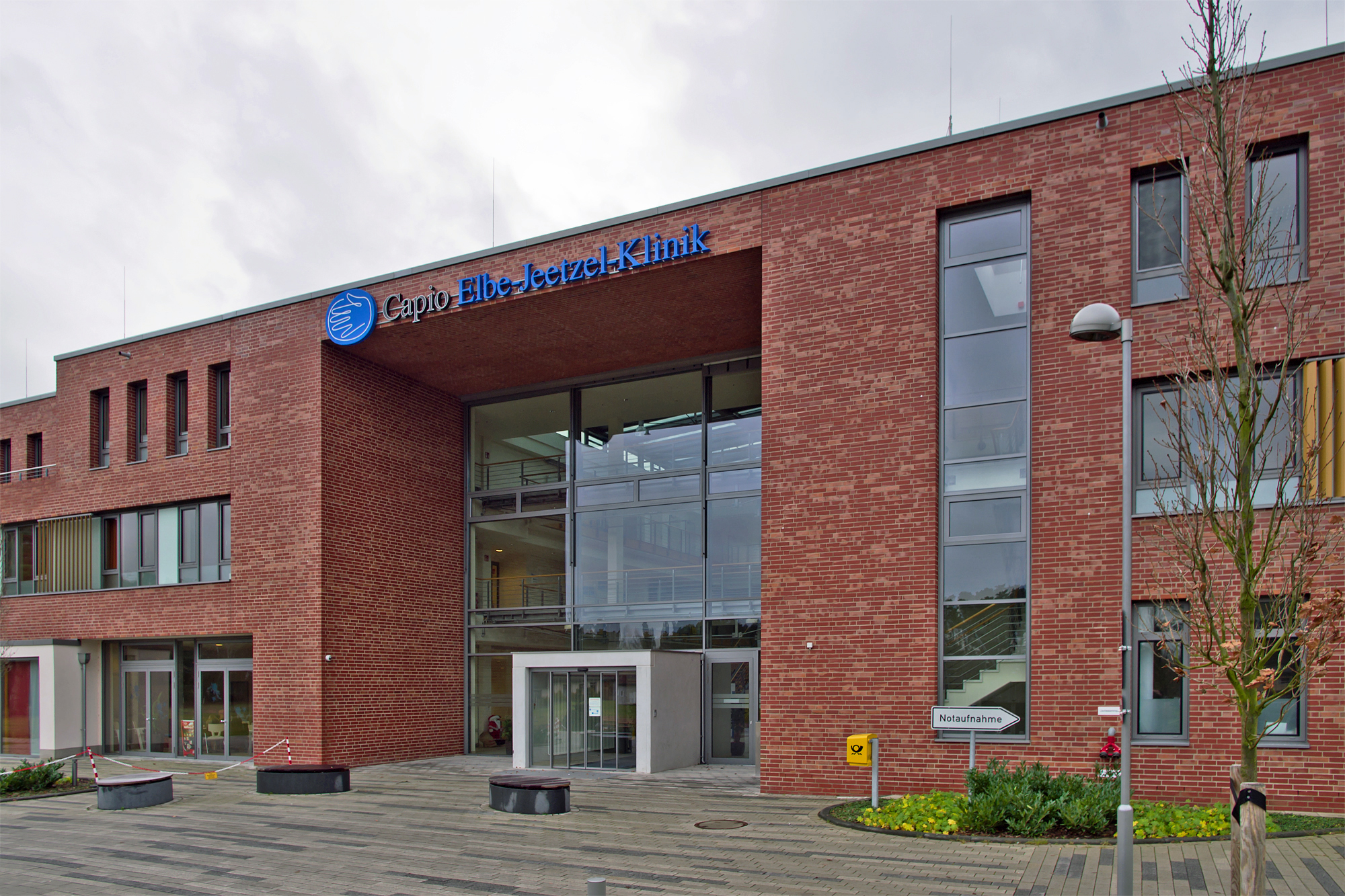
Elbe-Jeetzel-Klinik Dannenberg

- Die Elbe-Jeetzel-Klinik Dannenberg ist das einzige Krankenhaus des Landkreises. Das 1961 eingeweihte ehemalige Kreiskrankenhaus Dannenberg wurde in den 1980ern saniert und 2003 privatisiert. Der Vorläufer des Krankenhauses wurde 1866 in dem jetzt vom Johanniter-Haus (s. u.) genutzten Gebäude gegründet. Die 175-Betten-Klinik verfügt über die Hauptabteilungen Chirurgie, Innere Medizin, Gynäkologie und Geburtshilfe, über eine Abteilung für Anästhesiologie und Intensivmedizin und weitere Funktionsbereiche. Im angeschlossenen Gesundheitszentrum sind weitere Fachärzte tätig. Darüber hinaus ist es Belegkrankenhaus ortsansässiger Fachärzte. Ein Neubau des Krankenhauses wurde 2012 fertig gestellt.[30]
- Das seit 1961 betriebene Johanniter-Haus ist mit 133 Pflegeplätzen das größte Altersheim des Landkreises.
- die Elbe-Jeetzel-Schule Dannenberg (siehe Absatz Schulen)
- Das DRK betreibt hier im Süden des Ortsteils Prisser auf verschiedenen Liegenschaften die folgenden Einrichtungen:[29]
  - die Kreisgeschäftsstelle mit Verwaltung, Sozialstation und Rettungsdienst
  - das Heilpädagogische Kinderheim Haus Sonnentau
  - die Wendlandschule (siehe Absatz Schulen)
  - zwei Wohngruppen sind an anderer Stelle des Ortsteils untergebracht
- Von der Haus der Lebenshilfe gGmbH werden hier die nachfolgenden Einrichtungen betrieben[31]
  - eine Werkstatt für behinderte Menschen mit derzeit 161 Beschäftigten
  - eine Einrichtung für Ambulant Betreutes Wohnen. mit einer weiteren an anderer Stelle in Prisser untergebrachten Wohngruppe mit zusammen ungefähr 20 Bewohnern
  - die Wohnstätte am Jeetzeldeich mit 42 Bewohnern

In der Siedlung Develang sind in einem Gebäudekomplex gemeinsam mit Einrichtungen der Freiwilligen Feuerwehr die Feuerwehrtechnische Zentrale des Landkreises sowie die DRK-Bereitschaften Sanität und Betreuung untergebracht.

## Persönlichkeiten

### Söhne und Töchter der Stadt
- Herzog August der Jüngere von Braunschweig-Wolfenbüttel (1579–1666)
- Johann Philipp Trefurt (1769–1841), lutherischer Theologe
- Philipp Heinrich Friedrich Sievers (1775–1851), evangelischer Geistlicher
- Georg Christian Nanne (1791–1862), Amtmann in Wustrow
- Johann Christian von Düring der Jüngere (1792–1862 in Hannover), Kameralist, Forstbeamter und Freikorpsoffizier
- Georg Friedrich Schultz (1809–1866), Weinhändler, Dichter und Amateur-Astronom
- Georg Möller (1829–1896), Postdirektor und Schriftsteller
- Harry Bresslau (1848–1926), Historiker und Diplomatiker
- Hans Korte (1899–1990), deutscher Generalmajor
- Andreas Fischer (1955–2019), Wirtschaftspädagoge und Hochschullehrer
- Brigitte Pothmer (* 1955), Politikerin (Bündnis 90/Die Grünen)
- Matthias Drude (* 1960), Komponist und Hochschullehrer
- Detlef Weigel (* 1961), Entwicklungsbiologe
- Martin Sommer (* 1964), Verwaltungsjurist und Landrat des Kreises Steinfurt
- Marianne Tritz (* 1964), Politikerin und Lobbyistin
- Heidi Kirste (* 1966), Rollstuhlbasketballspielerin
- Kai Fagaschinski (* 1974), Jazzklarinettist und Komponist
- Anna Sprockhoff (* 1980), Journalistin
- Martin Spieß (* 1981), Schriftsteller, Musiker und Comedian
- Almuth Schult (* 1991), Fußballspielerin
- Verena Volkmer (* 1996), Fußballspielerin

### Persönlichkeiten, die vor Ort gewirkt haben

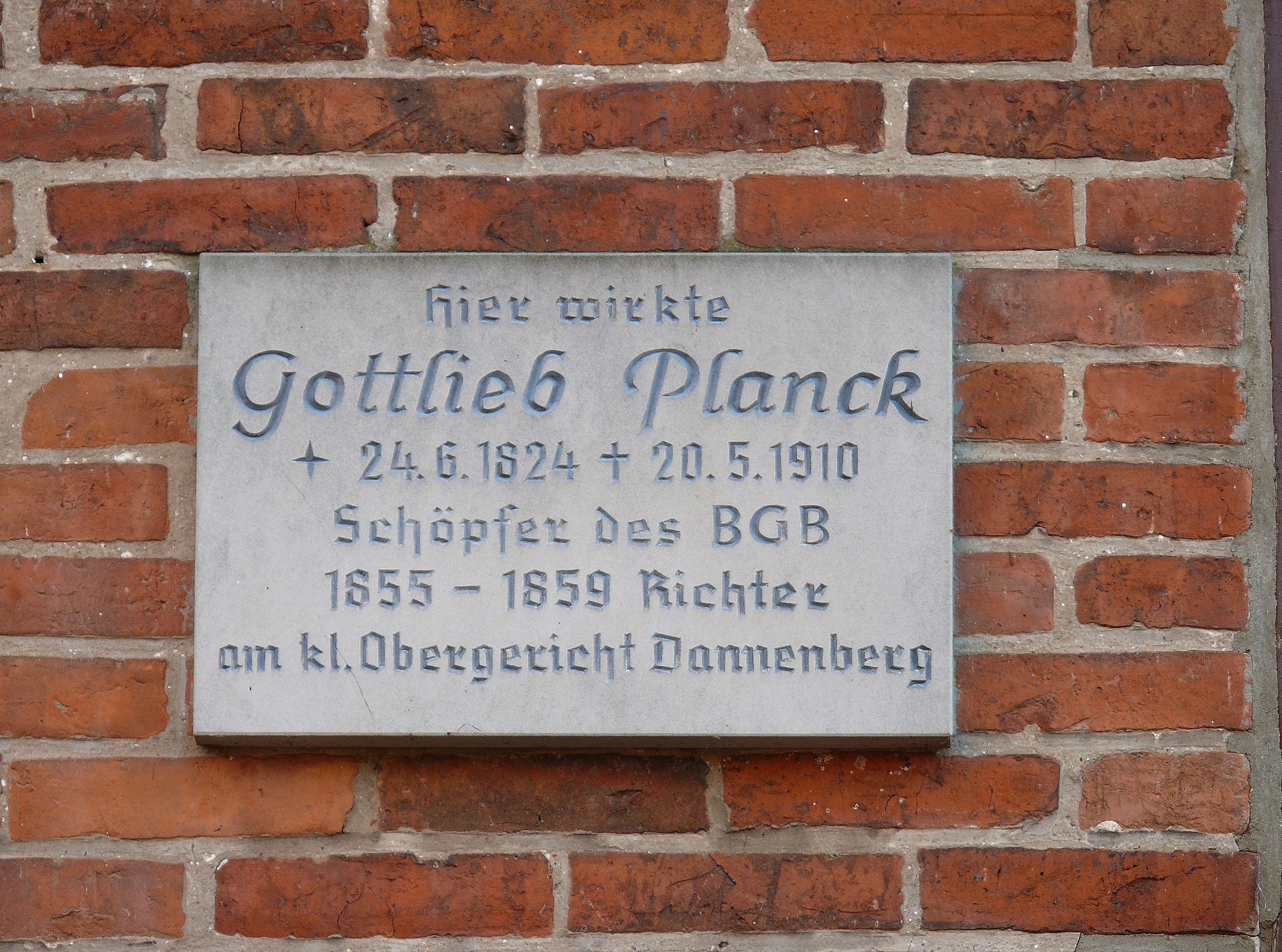
Gedenktafel zu Ehren von Gottlieb Planck

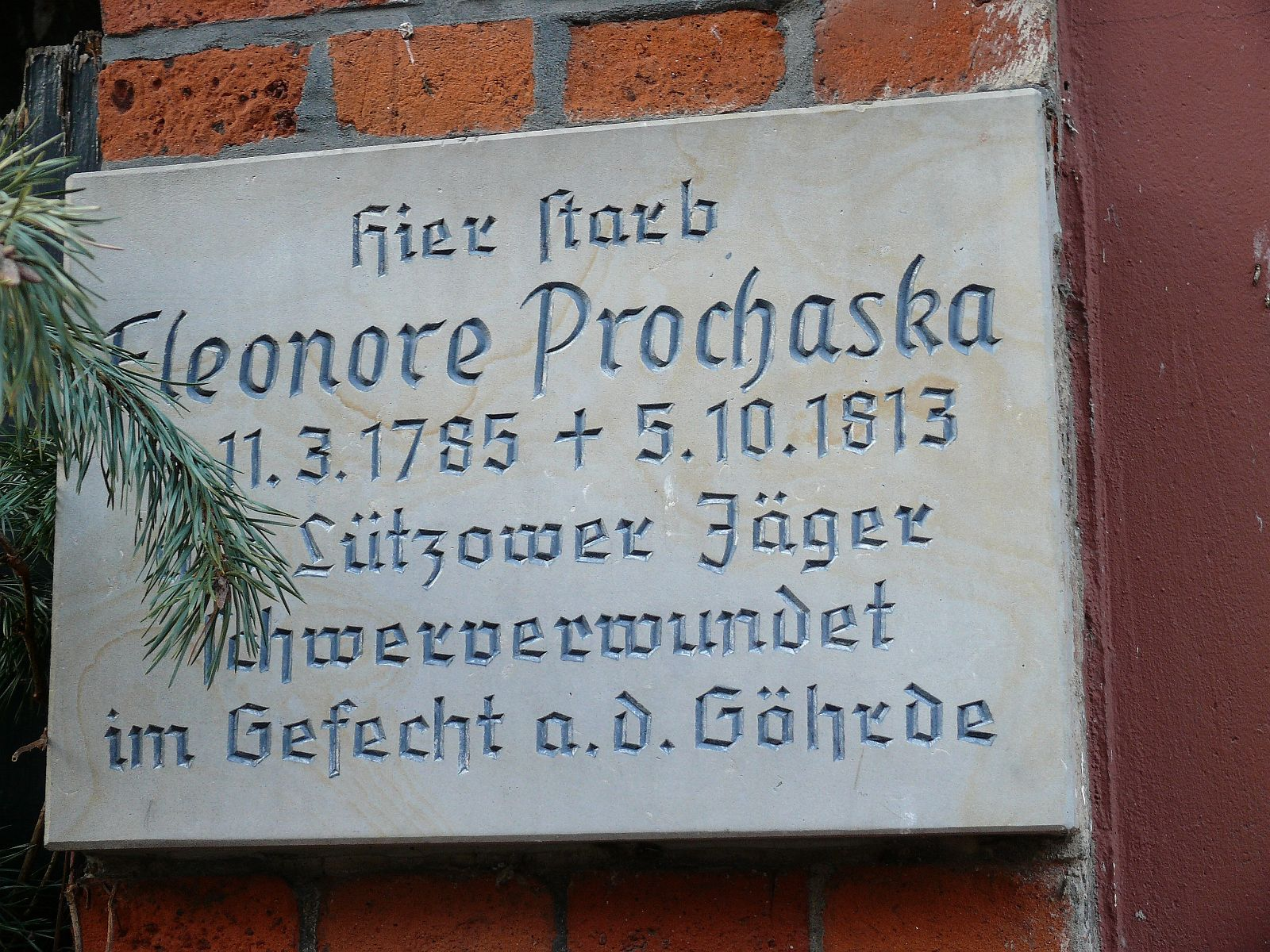
Gedenktafel zu Ehren von Eleonore Prochaska

- Waldemar II. (1170–1241), König von Dänemark
- Johannes Schultz (1582–1653), Komponist
- Eleonore Prochaska (1785–1813), in Dannenberg verstorbene Soldatin der Befreiungskriege
- Theodor Körner (1791–1813), dichtete in Dannenberg vor der Schlacht an der Göhrde das Bundeslied vor der Schlacht
- Gottlieb Planck (1824–1910), von 1855 bis 1859 Jurist am Dannenberger „Kleinen Obergericht“, später nationalliberaler Reichstagsabgeordneter, Mitverfasser des Bürgerlichen Gesetzbuches
- Bernhard Riemann (1826–1866), bedeutender Mathematiker
- Berndt Wachter (1921–1998), Lehrer und Archäologe
- Nicolas Born (1937–1979), Schriftsteller
- Klaus Müller-Klug (* 1938), Bildhauer
- Uwe Bremer (* 1940), Maler und Graphiker
- Jorge Machold (1940–2015), Maler und Bildhauer
- Kurt-Dieter Grill (* 1943), deutscher Politiker
- Bernard Fathmann (* 1948), Diplom-Pädagoge und niederdeutscher Autor
- Katrin Magens (* 1954), Malerin und Grafikerin
- Jan Peter Bremer (* 1965), Schriftsteller
- Hieronymus Proske (* 1948), Zeitgenössischer Künstler

## Sonstiges

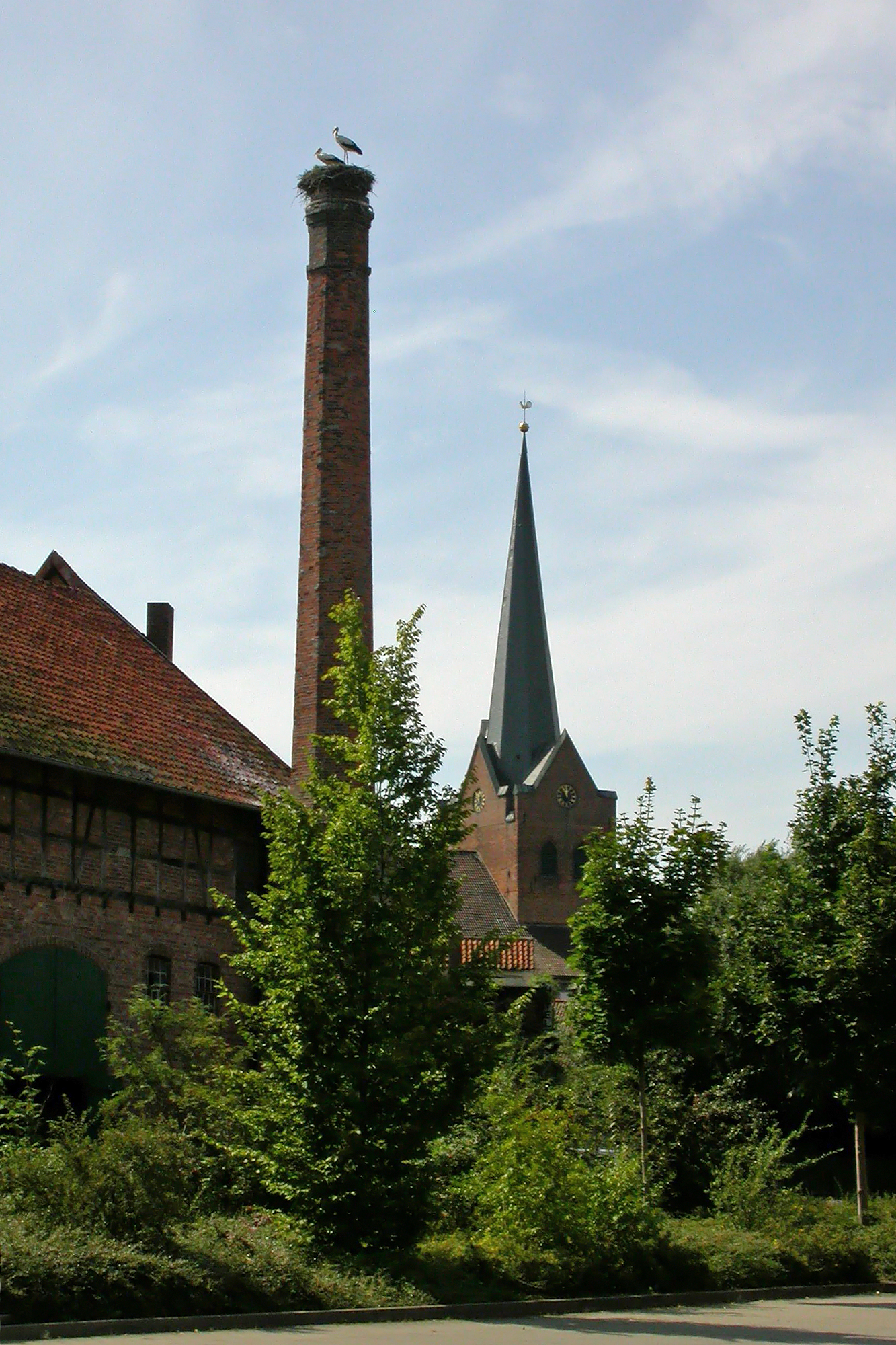
Storchennest auf altem Schornstein der früheren Brauerei „Angelbeck“ im Stadtgebiet von Dannenberg

### Energiepolitik
An der Verladeanlage etwa 1100 m östlich des Bahnhofs Dannenberg-Ost wurden seit den 1990er-Jahren streckenweise jährlich die mit einem Transport ankommenden bis zu 18 Castor-Behälter mit Brennelementen aus der Wiederaufarbeitungsanlage La Hague vom Castor-Zug auf spezielle LKW-Tieflader umgeladen. Von dort aus ging es die letzten 20 km unter massivem Polizeischutz auf Landstraßen zum oberirdischen Brennelemente-Zwischenlager Gorleben. Dannenberg war daher wiederkehrend ein Schauplatz des Widerstands gegen die Atomenergiepolitik und der Demonstration für regenerative Energien, eine alternative Gesellschaft und eine saubere Umwelt (sog. „Grüne Woche“). Aktuell (seit 2011) finden keine Castortransporte mehr statt. Die Region ist nicht zuletzt wegen des noch nicht endgültig geklärten Schicksals des Salzstocks Gorleben, dessen Eignung als Endlager für hochradioaktiven Abfall hochumstritten ist, jedoch nach wie vor durch diese energiepolitische Fragestellung geprägt, wie zum Beispiel bei der jährlich stattfindenden Kulturellen Landpartie sichtbar wird.

### Sendeanlagen
Im Ortsteil Pisselberg betrieb der NDR den Rundfunksender Dannenberg-Pisselberg. Tagsüber wurde im Wechsel mit dem SFB ein Programm auf 630 kHz verbreitet. Ein Nachtbetrieb war wegen Auflagen des Genfer Wellenplans nicht möglich. Der Sender ist nicht mehr in Betrieb, der Sendemast wurde 2014 demontiert.

## Trivia
- Der heutige Ortsteil Liepehöfen war bis zu seiner Eingemeindung in die Stadt mit drei Einwohnern die kleinste selbstständige Gemeinde Deutschlands.